# Аристотель
Аристо́тель (др.-греч. Ἀριστοτέλης, 384—322 годы до нашей эры) — греческий философ и эрудит классического периода в Древней Греции, яркий пример «универсального человека».
Обученный Платоном, он был основателем перипатетической школы философии в Ликее и более широкой аристотелевской традиции. Его труды охватывают многие предметы, включая физику, биологию, зоологию, метафизику, логику, этику, эстетику, поэзию, театр, музыку, риторику, психологию, лингвистику, экономику, политику, метеорологию, геологию и государственное управление. Аристотель представил сложный синтез различных философий, существовавших до него. Прежде всего от его учений Запад унаследовал свой интеллектуальный лексикон, а также проблемы и методы исследования. В результате его философия оказала влияние почти на все формы знания на Западе и продолжает оставаться предметом современных философских дискуссий.
О его жизни известно немного. Аристотель родился в городе Стагира в Северной Греции. Его отец, Никомах, умер, когда Аристотель был ребёнком, и его воспитывал опекун. В возрасте семнадцати или восемнадцати лет он поступил в Академию Платона в Афинах и оставался там до тридцати семи лет (около 347 года до нашей эры). Вскоре после смерти Платона Аристотель покинул Афины и по просьбе Филиппа II Македонского обучал Александра Великого, начиная с 343 года до нашей эры. Он основал библиотеку в Ликее, которая помогла ему создать многие из его сотен книг на свитках папируса. Хотя Аристотель написал много элегантных трактатов и диалогов для публикации, до нас дошло только около трети его первоначальных произведений, и ни один из них не предназначался для публикации.
Взгляды Аристотеля оказали глубокое влияние на средневековую учёность. Влияние его физической науки распространялось от поздней античности и раннего средневековья до эпохи Возрождения и не заменялось систематически до эпохи Просвещения и развития таких теорий, как классическая механика. Некоторым зоологическим наблюдениям Аристотеля, найденным в его биологии, например, о гектокотильной (репродуктивной) руке осьминога, не верили до XIX века. Он также оказал влияние на иудео-исламскую философию в средние века, а также на христианское богословие, особенно на неоплатонизм ранней церкви и схоластическую традицию католической церкви. Аристотель почитался среди средневековых мусульманских учёных как «Первый учитель», а среди средневековых христиан, таких как Фома Аквинский, просто как «Философ»; поэт Данте называл его «великим учителем сведущих». Его работы содержат самое раннее известное формальное исследование логики, которое изучалось средневековыми учёными, такими как Пьер Абеляр и Жан Буридан.
Влияние Аристотеля на логику продолжалось и в XIX веке. Кроме того, его этика, хотя она всегда была влиятельной, приобрела новый интерес с появлением современной этики добродетели. Аристотеля называют отцом логики, биологии, политологии, зоологии, эмбриологии, естественного права, научного метода, риторики, психологии, реализма, критики, индивидуализма, телеологии и метеорологии.

## Биография

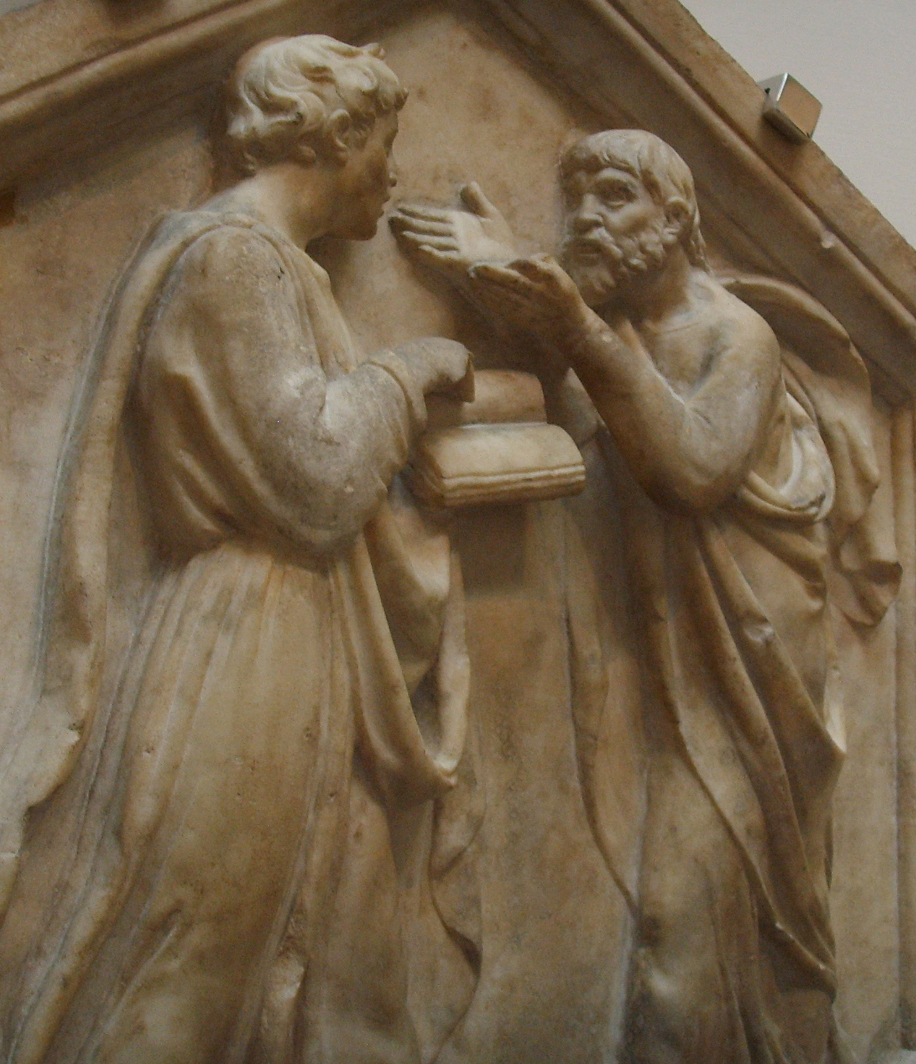
«Платон и Аристотель, или Философия», горельеф XV в., Лука Делла Роббиа (Аристотель слева)

Аристотель родился в городе Стагире, греческой колонии в Халкидиках, недалеко от Афонской горы, между июлем и октябрём 384/383 года до нашей эры, по древнему летоисчислению — в первый год 99 олимпиады. По месту своего рождения он получил прозвание Стагирит (др.-греч. Ἀριστοτέλης Σταγειρίτης). В источниках Стагира упоминается в разных грамматических категориях рода и числа: в среднем роде мн. ч. — τὰ Στάγειρα, в женском роде ед. ч. — ἡ Στάγειρος или ἡ Στάγειρα.
По свидетельству некоторых источников, Стагира находилась во Фракии. Исихий Милетский в «Компендиуме жизнеописаний философов» пишет, что Аристотель «ἐκ Σταγείρων πόλεως τῆς Θρᾷκης», то есть «из Стагир, города Фракии». Слово в слово встречается упоминание и в византийском словаре Суды X века: «Ἀριστοτέλης υἱὸς Νικομάχου καὶ Φαιστιάδος ἐκ Σταγείρων πόλεως τῆς Θρᾴκης», то есть «Аристотель, сын Никомаха и Фестиады, из Стагир, города во Фракии». Около 349—348 года до н. э. Стагира была захвачена и разрушена македонским царём Филиппом II. Аристотель в это время находился в Афинах в школе Платона, который вскоре умер. Позже Аристотель попросил Филиппа восстановить Стагиру и сам написал для её граждан законы. Принадлежность Стагиры к Македонии упоминается у Стефана Византийского в его «Этнике», где он пишет: «Στάγειρα, πόλις Μακεδονίας», то есть «Стагира, город македонский».

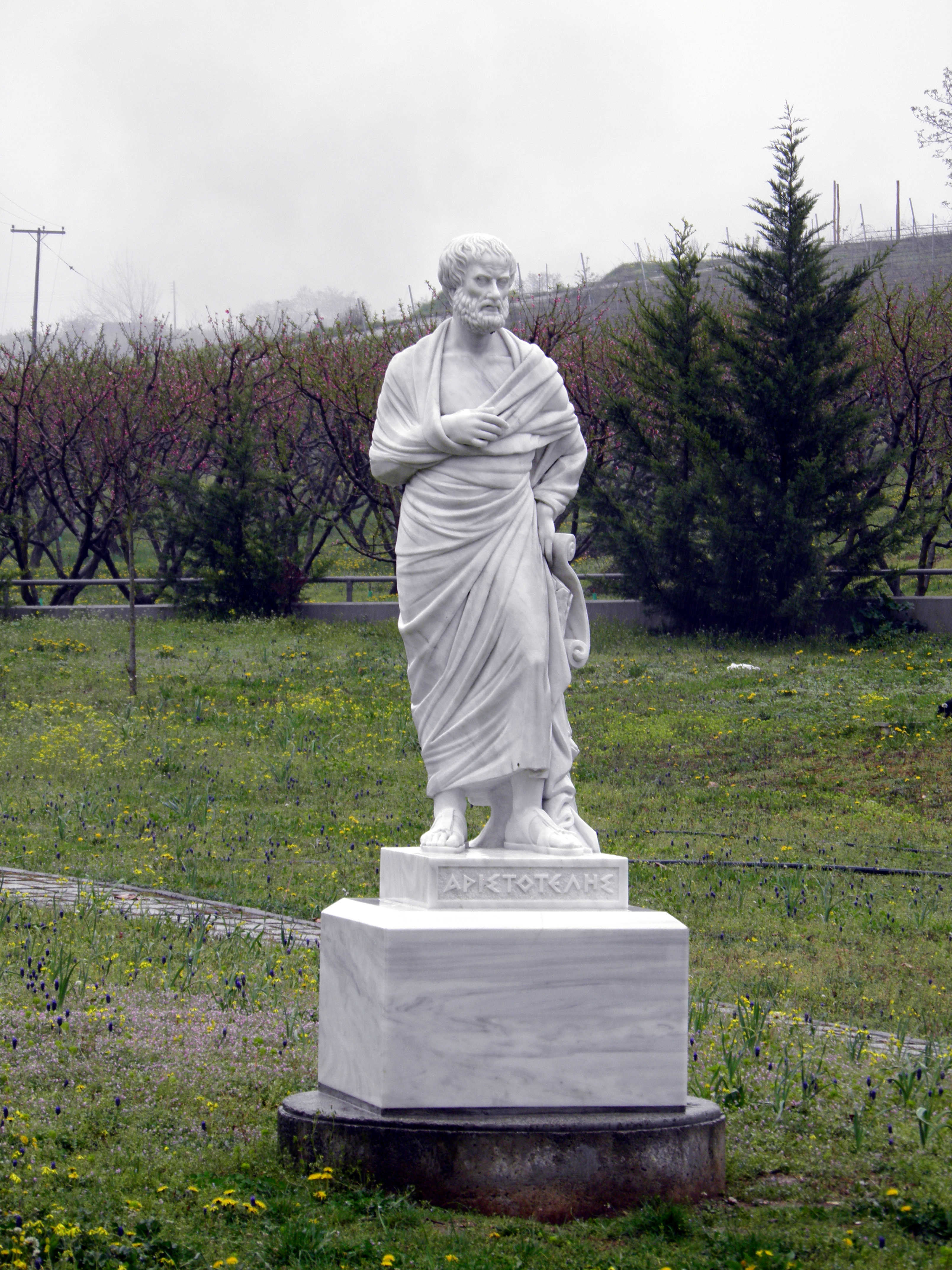
Статуя Аристотеля в Миезе на территории Нимфеона

Отец Аристотеля — Никомах — был родом с острова Андрос. Мать Фестида происходила из Халкиды Эвбейской (именно туда Аристотель отправится во время своего изгнания из Афин, вероятнее всего, у него там оставались родственные связи). Выходит, что Аристотель был чистым греком по отцу и по матери. Никомах, отец Аристотеля, был потомственным асклепиадом и возводил свой род к гомеровскому герою Махаону, сыну Асклепия. Отец философа был придворным врачом и другом Аминты III, отца Филиппа II и деда Александра Македонского. Согласно словарю Суды, отец Аристотеля был автором шести книг по медицине и одного сочинения по натурфилософии. Он был первым наставником Аристотеля, поскольку у асклепиадов была традиция обучать своих детей с маленького возраста, и поэтому вполне возможно, что Аристотель помогал своему отцу, когда ещё был мальчиком. По-видимому, с этого начался его интерес к биологии.
Однако родители Аристотеля умерли, когда он ещё не достиг совершеннолетия. Поэтому его на воспитание взял Проксен — муж старшей сестры философа Аримнесты, который происходил из малоазийского города Атарнея. Проксен позаботился об обучении своего подопечного.
В 367/6 году в семнадцатилетнем возрасте Аристотель приехал в Афины. Однако в момент его приезда Платона не было в Академии. Согласно некоторым источникам, Аристотель до академии обучался ораторскому искусству у ритора Исократа. В пользу этой версии говорит тот факт, что Аристотель имел особый интерес к риторике, который впоследствии воплотится в таких сочинениях как «Риторика», «Топика», «Первая аналитика», «Вторая аналитика», «Об истолковании». В них философ рассматривает не только виды речей и социальные позиции «ритор — аудитория», но и «начала» речи, а именно: звук, слог, глагол и т. д. Он положил основание первым логическим принципам рассуждения и сформулировал правила составлений силлогических фигур. Поэтому Аристотель вполне мог посвятить первые годы своего афинского обучения в риторической школе Исократа. В Академии Платона Аристотель пробыл 20 лет, до самой смерти своего учителя. В их отношениях выделяются как положительные, так и отрицательные моменты. Среди последних биографы Аристотеля описывают не самые удачные бытовые сцены. Элиан оставил следующие свидетельства:
«Однажды, когда Ксенократ на некоторое время, чтобы посетить свой родной город, покинул Афины, Аристотель в сопровождении учеников, фокейца Мнасона и других, подошёл к Платону и стал его теснить. Спевсипп в этот день был болен и не мог сопровождать учителя, восьмидесятилетнего старца с уже ослабевшей от возраста памятью. Аристотель напал на него в злобе и с заносчивостью стал задавать вопросы, желая как-то изобличить, и держал себя дерзко и весьма непочтительно. С этого времени Платон перестал выходить за пределы своего сада и прогуливался с учениками только в его ограде.
По прошествии трёх месяцев вернулся Ксенократ и застал Аристотеля прохаживающимся там, где обычно гулял Платон. Заметив, что он со своими спутниками после прогулки направляется не к дому Платона, а в город, он спросил одного из собеседников Аристотеля, где Платон, ибо подумал, что тот не выходит из-за недомогания. «Он здоров, — был ответ, — но, так как Аристотель нанёс ему обиду, перестал здесь гулять и ведёт беседы с учениками в своём саду». Услышав это, Ксенократ сейчас же направился к Платону и застал его в кругу слушателей (их было очень много, и все люди достойные и известные). По окончании беседы Платон с обычной сердечностью приветствовал Ксенократа, а тот с неменьшей его; при этой встрече оба ни словом не обмолвились о случившемся. Затем Ксенократ собрал Платоновых учеников и стал сердито выговаривать Спевсиппу за то, что он уступил их обычное место прогулок, потом напал на Аристотеля и действовал столь решительно, что прогнал его и возвратил Платону место, где он привык учить»
— Элиан, "Пёстрые рассказы" III, 19.
Несмотря на бытовые разногласия, Аристотель оставался в школе Платона вплоть до самой смерти последнего и сблизился с Ксенократом, который уважительно относился к своему учителю. К тому же Аристотель, хотя во многом и не соглашался с учением Платона, однако отзывался о нём положительно. В «Этике Никомаха» Аристотель пишет о Платоне: «Учение об идеях ввели люди нам близкие». В оригинале используется слово «φίλοι», которое можно переводить и как «друзья».
..Пришедший в славную землю Кекропии благочестиво

учредил алтарь святой дружбы мужа, которого дурным и

хвалить не пристало; он единственный или, во всяком случае,

первый из смертных показал очевидно и жизнью своей и

словами, что благой человек одновременно является и

блаженным; но теперь никто и никогда не сумеет уже этого

понять

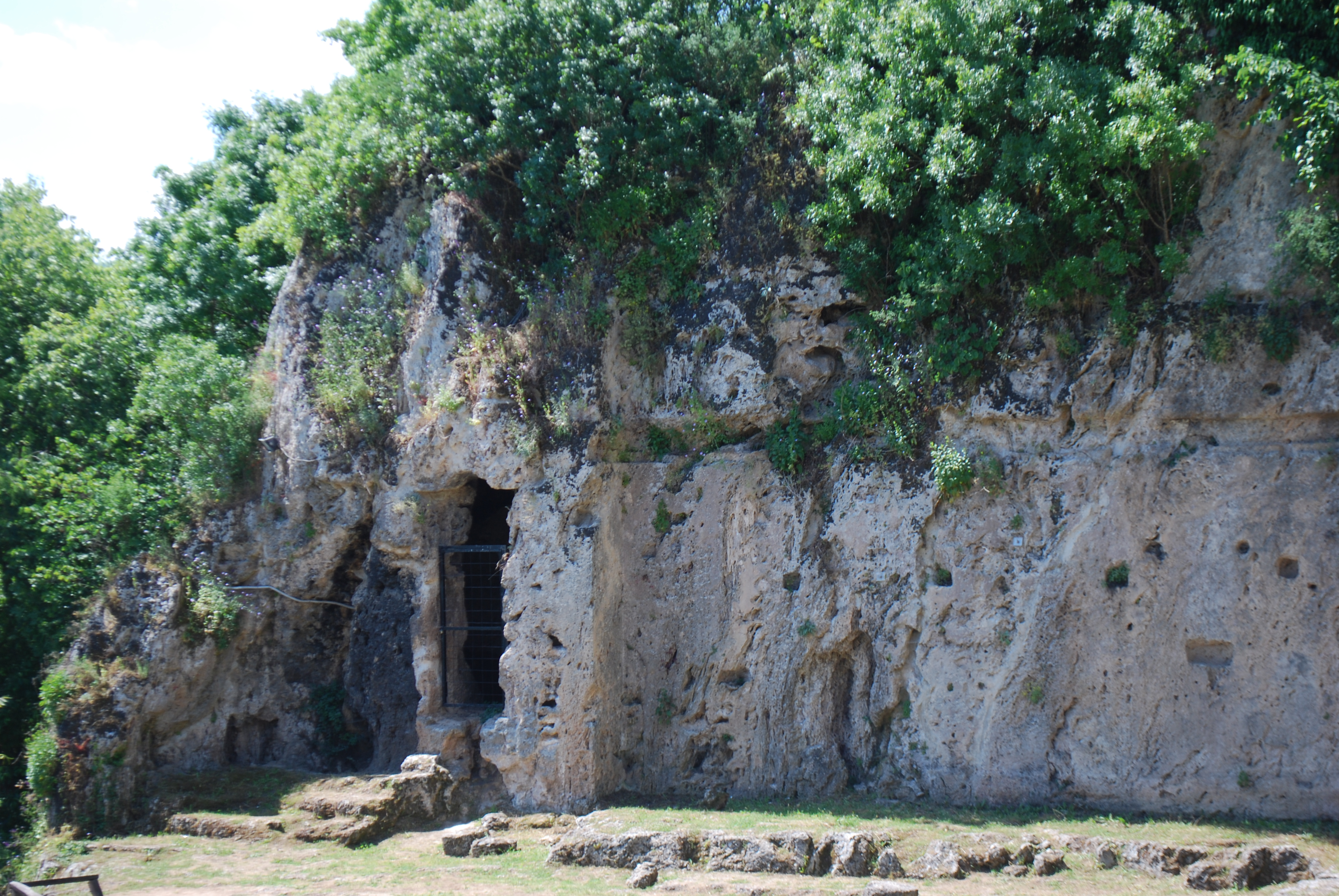
Нимфейон в г. Миеза, место, где Аристотель преподавал Александру Македонскому

После смерти Платона (347 г. до н. э.) Аристотель вместе с Ксенократом, Эрастом и Кориском (последних двух Платон упоминает в VI письме и рекомендует им помириться с тираном Гермием, правителем Атарнеи и Ассоса, откуда они были родом) отправляется в Ассос, прибрежный город Малой Азии, расположенный напротив о. Лесбоса. За время пребывания в Ассосе Аристотель сблизился с Гермием. Тиран уважительно относился к философу и был слушателем его лекций. Близость способствовала тому, что Аристотель взял в жены его приёмную дочь и племянницу Пифиаду, которая родила ему девочку, получившую имя матери. Пифиада была не единственной женщиной Аристотеля. После её смерти он незаконно взял в жены служанку Герпеллиду, от которой имел сына, названного, по греческой традиции, в честь отца Никомаха.
После трёхлетнего пребывания в Ассосе Аристотель по совету своего ученика Феофраста отправился на остров Лесбос и остановился в городе Мителены, где преподавал до 343/2 г. до н. э., пока не получил приглашение от Филиппа II стать воспитателем царского сына Александра. Причиной выбора Аристотеля на эту должность могли послужить близкие отношения Гермия с Филиппом.
Аристотель принялся за обучение Александра, когда тому было 14 или 13 лет. Процесс обучения проходил в Пелле, а после в городе Миезе в святилище нимф — Нимфейоне (др.-греч. Νυμφαῖον). Аристотель обучал Александра разнообразным наукам, в том числе медицине. Философ привил царевичу любовь к гомеровской поэзии, так что впоследствии список «Илиады», который Аристотель составил для Александра, царь будет хранить вместе с кинжалом под подушкой. Кроме того, Аристотель оставил наставление Александру в своём письме ему. Там он писал, что Александру должно проявлять сострадание по отношению к слабым и незащищённым, не стыдиться жалости и избегать жестокости. Кроме того, он также наставлял юного правителя вести добродетельную жизнь, осуществляя добродетель в делах и избегать гнева.
В это время Аристотель узнаёт о кончине Гермия. Город Гермия Атарнеи осадил Ментор, греческий военачальник, служивший Дарию III. Ментор хитростью выманил Гермия из города, отвёз в Сузы, долго пытал в надежде получить сведения о планах с Филиппом и в результате распял на кресте.

В 335/334 году Аристотель приостанавливает воспитание Александра в связи с тем что отец последнего был убит и молодому царевичу пришлось взять власть в свои руки. В это время Аристотель решил отправиться в Афины, где основал свою школу на северо-востоке города, недалеко от храма Аполлона Ликейского. От названия храма местность получила название Ликей, которое, в свою очередь, перешло на новую философскую школу. Помимо этого, школу Аристотеля называли перипатетической — это наименование присутствует ещё у Диогена Лаэртского, который утверждал, что школа Аристотеля получила такое названия из-за регулярных прогулок во время философских бесед (др.-греч. περιπατέω — прогуливаться, гулять). И хотя прогуливаться во время преподавания практиковали многие философы, за последователями Аристотеля закрепилось название «перипатетиков».
После смерти Александра Македонского в 323 году до н. э. в Афинах началось антимакедонское восстание. Афинское народное собрание провозгласило начало освободительного движения за независимость от македонской власти. Взбунтовавшиеся демократы издали постановление с требованием изгнать вражеские гарнизоны из Греции. В это время иерофант Елевсинских Мистерий Евримедон и ритор из школы Исократа Демофил обвинили Аристотеля в безбожии. Причиной столь громкого обвинения послужил гимн «Добродетели» двадцатилетней давности, который Аристотель написал в честь тирана Гермия. Обвинители утверждали, что стихи написаны в стиле гимнов Аполлону, а тиран Атарнеи не достоин такого почитания. Однако, скорее всего, гимн Аристотеля послужил всего лишь предлогом для возбуждения против философа политического преследования, а на самом деле основной причиной были тесные связи философа с Александром Македонским. К тому же Аристотель был метеком, а следовательно не обладал афинским гражданством и полнотой политических прав. Юридически ему даже не принадлежал Ликей (Аристотель его не упоминает в своём завещании). В конечном счёте, Аристотель решил не повторять судьбу Сократа и уехал в Халкиду Эвбейскую. Там он жил в доме своей матери вместе со своей второй женой Герпелидой и двумя детьми Никомахом и Пифиадой.
В 322 г. до н. э., по древнегреческому исчислению на 3-м году 114 олимпиады (через год после смерти Александра Македонского), Аристотель умер от болезни желудка (по другой версии отравился аконитом). Его тело было перенесено в Стагиры, где благодарные сограждане воздвигли философу склеп. В честь Аристотеля были установлены празднества, носившие названия «Аристотелии», а месяц, в который они проводились, был назван «Аристотелий».

## Философское учение Аристотеля

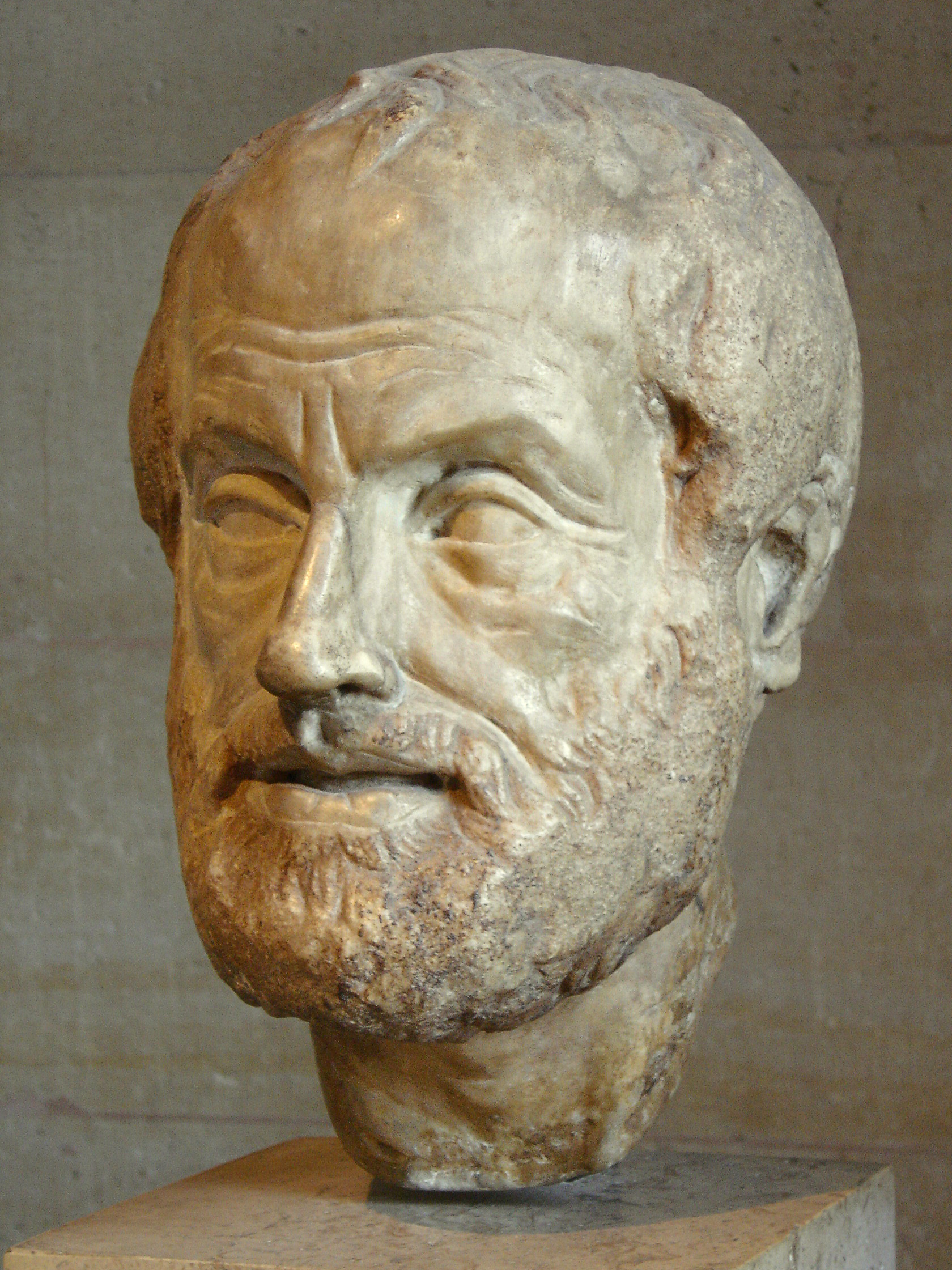
Скульптура головы Аристотеля — копия работы Лисиппа, Лувр

### Деятельность в Академии
Труды Аристотеля, созданные в период его жизни в Академии, особенно ранние работы, отличаются во многих аспектах от работ более поздних. Поступив в Академию, философ неизбежно попал под влияние своего учителя Платона. Как и многие ученики, Аристотель в начале своего пребывания в Академии занимался написанием диалогов подобно своему наставнику. Диалоги Аристотеля с самого начала носили менее художественный характер и имели общие черты с поздними диалогами Платона, создававшимися в тот же период. Многие ранние работы прямо отсылали к схожим по теме диалогам Платона и являлись «ответом» на них. Ряд учёных, в частности прямые последователи Аристотеля, однако, утверждали, что в ранних диалогах Аристотель не излагал собственное видение, а лишь передавал взгляды других. Однако ряд исследователей отмечают, что, несмотря на очевидное влияние идей Платона на Аристотеля, уже в его ранних работах проглядывается стремление философа к изложению собственной позиции, анализу идей учителя.
Одними из ранних произведений Аристотеля, написанных в Академии, являются диалоги «О молитве» и «Евдем, или О душе». В первом Аристотель, продолжая традицию Платона, говорит о существовании высшего Ума, организующего всё бытие. Во втором развивается платоновское положение о бессмертии души. К ранним работам философа также причисляется и «Протрептик», в котором развивается идея Платона об идеальном правителе-философе, а также проявляется риторический талант Аристотеля.

### Критика платоновского учения

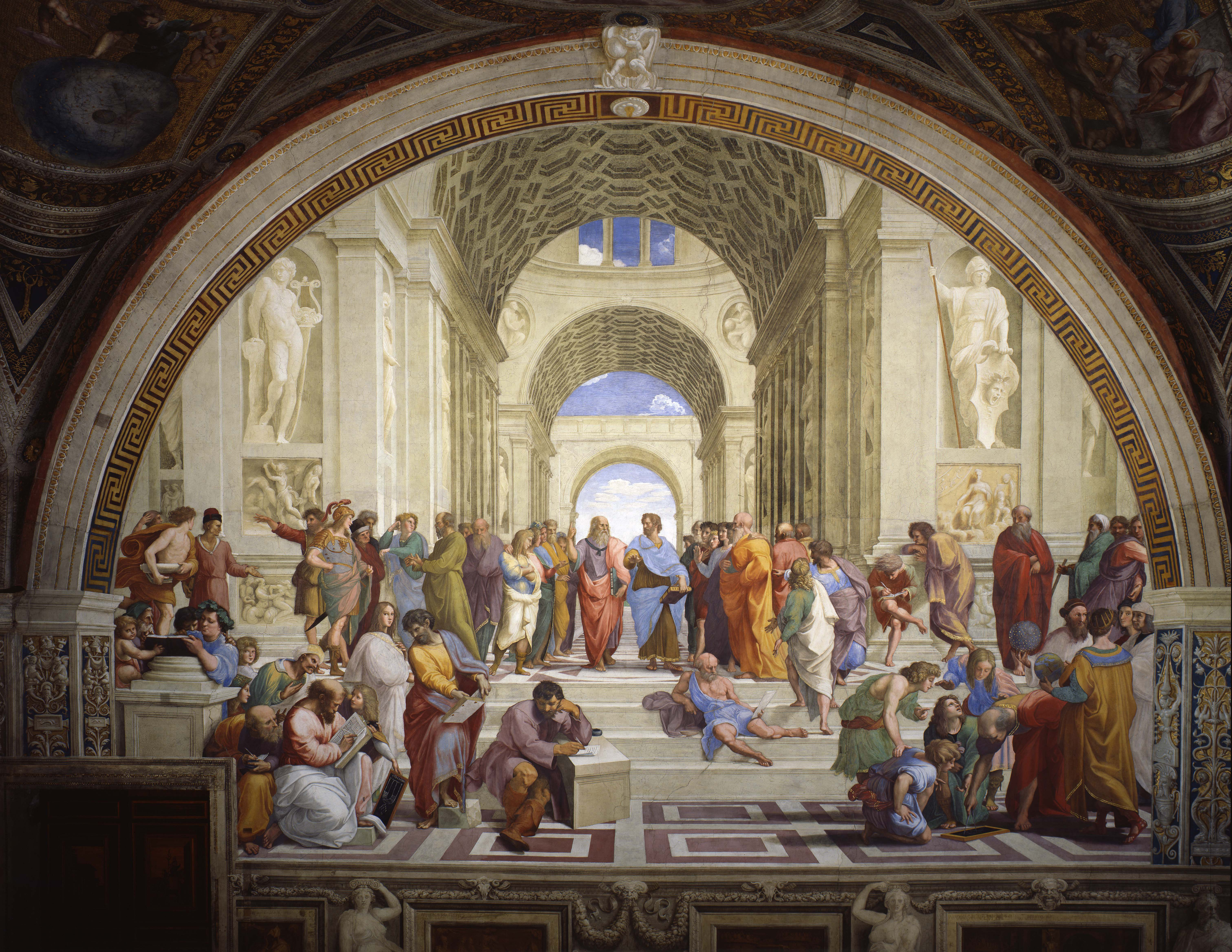
Фреска Рафаэля Санти «Афинская школа». Центральные фигуры это Платон, указующий на небо, и Аристотель, указывающий на землю.

Ещё в период жизни в Академии Аристотель отличался склонностью спорить с учителем, причём разногласия между Платоном и Аристотелем происходили даже на бытовом уровне. Уход от учителя произошёл ещё при жизни Платона, который на это сказал: «Аристотель меня брыкает, как сосунок-жеребёнок свою мать». Несмотря на это, в ранних диалогах Аристотеля прослеживается сильное влияние платонизма. Однако после смерти Платона критика его учения со стороны Аристотеля приобрела более отчётливый характер и впервые была систематизировано изложена в его диалоге «О философии». Уже в нём философ отходит от учения об идеях, отвергая их математический характер, а также, говоря о небе, и вовсе не говорит о нём как о высшей идее. Критикуя платоновское учение в этой работе, Аристотель всё ещё во многом опирается на платонизм.

### Система наук
Аристотель разделял науки на теоретические, цель которых — знание ради знания, практические и «поэтические» (творческие). К теоретическим наукам относятся физика, математика и «первая философия» (она же — теологическая философия, она же позднее была названа метафизикой). К практическим наукам — этика и политика (она же — наука о государстве).

### Учение о четырёх причинах
Одним из центральных учений «первой философии» Аристотеля является учение о четырёх причинах, или первоначалах.
В «Метафизике» и других трудах Аристотель развивает учение о причинах и первоначалах всего сущего. Причины эти таковы:
1. Материя (греч. ΰλη, греч. ὑποκείμενον) — «то, из чего». Многообразие вещей, существующих объективно; материя вечна, несотворима и неуничтожима; она не может возникнуть из ничего, увеличиться или уменьшиться в своём количестве; она инертна и пассивна. Бесформенная материя представляет собой небытие. Первично оформленная материя выражена в виде пяти первоэлементов (стихий): воздух, вода, земля, огонь и эфир (небесная субстанция).
2. Форма (греч. μορφή, греч. то̀ τί ἧν εἶναι) — «то, что». Сущность, стимул, цель, а также причина становления многообразных вещей из однообразной материи. Создаёт формы разнообразных вещей из материи Бог (или ум-перводвигатель). Аристотель подходит к идее единичного бытия вещи, явления: оно представляет собою слияние материи и формы.
3. Действующая, или производящая причина (греч. τὸ διὰ τί) — «то, откуда». Характеризует момент времени, с которого начинается существование вещи. Началом всех начал является Бог. Существует причинная зависимость явления сущего: есть действующая причина — это энергийная сила, порождающая нечто в покое универсального взаимодействия явлений сущего, не только материи и формы, акта и потенции, но и порождающей энергии-причины, имеющей наряду с действующим началом и целевой смысл.
4. Цель, или конечная причина (греч. τὸ οὖ ἕνεκα) — «то, ради чего». У каждой вещи есть своя частная цель. Высшей целью является Благо.

### Акт и потенция
Своим анализом потенции и акта Аристотель ввёл в философию принцип развития, что явилось ответом на апорию элейцев, по которой сущее может возникнуть либо из сущего, либо из не-сущего. Аристотель же говорил, что и то и другое невозможно, во-первых — потому что сущее уже существует, а во-вторых — ничто не может возникнуть из ничего, а значит возникновение и становление вообще невозможно.
Акт и потенция (действительность и возможность):
- акт — деятельное осуществление чего-либо;
- потенция — сила, способная к такому осуществлению.

### Категории философии
Категории — это наиболее общие и фундаментальные понятия философии, выражающие существенные, всеобщие свойства и отношения явлений действительности и познания. Категории образовались как результат обобщения исторического развития познания.
Аристотель разработал иерархическую систему категорий, в которой основной была «сущность», или «субстанция», а остальные считались её признаками. Он создал классификацию свойств бытия, всесторонне определяющих субъект — 9 предикатов.
На первом месте стоит категория сущности с выделением первой сущности — индивидуального бытия, и второй сущности — бытия видов и родов. Другие категории раскрывают свойства и состояния бытия: количество, качество, отношение, место, время, обладание, положение, действие, страдание.
Стремясь к упрощению категориальной системы, Аристотель затем признавал среди основных девяти категорий только три — время, место и положение (или сущность, состояние и отношение).
С Аристотеля начинают складываться основные концепции пространства и времени:
- субстанциональная — рассматривает пространство и время как самостоятельные сущности, первоначала мира.
- реляционная — (от лат. Relativus — относительный). Согласно этой концепции, пространство и время — не самостоятельные сущности, а системы отношений, образуемые взаимодействующими материальными объектами.

Категории пространства и времени выступают как «метод» и число движения, то есть как последовательность реальных и мысленных событий и состояний, а значит органически связаны с принципом развития.
Конкретное воплощение Красоты как принципа мирового устройства Аристотель видел в Идее или Уме.
Аристотель создал иерархию уровней всего сущего (от материи как возможности к образованию единичных форм бытия и далее):
- неорганические образования (неорганический мир).
- мир растений и живых существ.
- мир различных видов животных.
- человек.

### История философии
Аристотель утверждал, что философия появляется на основе «эпистемы» — знаний, выходящих за рамки чувств, навыков и опыта. Так, эмпирические знания в области исчисления, здоровья человека, природных свойств предметов явились не только зачатками наук, но и теоретическими предпосылками возникновения философии. Аристотель выводит философию из зачатков наук.
Философия — это система научных знаний.
Кроме того, Аристотель считается зачинателем исторического подхода к изучению науки, в том числе философии. Для него мысль находится в постоянном развитии, её нужно оценивать в исторической перспективе. Только при рассмотрении вещи в процессе её рождения, становления и дальнейшего развития можно оставить о ней целостное верное представление.

### Теология
С теологического учения Аристотеля начинается традиция философской теологии, которая предполагает необходимость доказательства бытия Бога, основанного на логических посылках.
По утверждению Аристотеля, мировое движение есть цельный процесс: все его моменты взаимно обусловлены, что предполагает наличие единого двигателя. Далее, исходя из понятия причинности, он приходит к понятию о первой причине. А это так называемое космологическое доказательство бытия Бога. Бог есть первая причина движения, начало всех начал, так как не может быть бесконечный ряд причин или безначальный. Есть причина, сама себя обусловливающая: причина всех причин.
Абсолютное начало всякого движения — божество как общемировая сверхчувственная субстанция. Аристотель обосновал бытие божества усмотрением принципа благоустройства Космоса. По Аристотелю, божество служит предметом высшего и наиболее совершенного познания, так как всё знание направлено на форму и сущность, а Бог есть чистая форма и первая сущность. Кроме того, божество представлялось Аристотелем бесконечным, содержащим в себе всё прочее, меньшее.
Аристотель в ранних работах писал и о религиозных переживаниях. Говоря о вере, он признавал её не умственным актом, а особым состоянием, душевным переживанием. При этом оно сочетает в себе ощущение человеком собственной божественной природы и опыт созерцания внешнего мира как божественного творения.

### Идея души
Аристотель считал, что душа, обладающая целостностью, есть не что иное, как неотделимый от тела его организующий принцип, источник и способ регуляции организма, его объективно наблюдаемого поведения. Душа — это энтелехия тела. Душа неотделима от тела, но сама имматериальна, не телесна. То, благодаря чему мы живём, ощущаем и размышляем, — это душа. «Душа есть причина как то, откуда движение, как цель и как сущность одушевлённых тел».
Таким образом, душа есть некий смысл и форма, а не материя, не субстрат.
Телу присуще жизненное состояние, образующее его упорядоченность и гармонию. Это и есть душа, то есть отражение актуальной действительности всемирного и вечного Ума. Аристотель дал анализ различных частей души: памяти, эмоций, перехода от ощущений к общему восприятию, а от него — к обобщённому представлению; от мнения через понятие к знаниям, а от непосредственно ощущаемого желания — к разумной воле.
«Душа различает и познаёт сущее, но она сама много «времени проводит в ошибках». «Добиться о душе чего-нибудь достоверного во всех отношениях, безусловно, труднее всего».

### Теория познания и логика
Познание у Аристотеля имеет своим предметом бытие. Основа опыта — в ощущениях, памяти и привычке. Любое знание начинается с ощущений: оно есть то, что способно принимать форму чувственно воспринимаемых предметов без их материи; разум же усматривает общее в единичном.
Однако с помощью одних только ощущений и восприятий приобрести научное знание нельзя, потому что все вещи имеют изменчивый и переходящий характер. Формами истинно научного знания являются понятия, постигающие сущность вещи.
Детально и глубоко разобрав теорию познания, Аристотель создал труд по логике, который сохраняет своё непреходящее значение и поныне. Здесь он разработал теорию мышления и его формы, понятия, суждения и умозаключения.
Аристотель хоть и является основоположником логики, но сам в это слово вкладывает иное значение. Для Аристотеля логика — это скорее искусство, чем наука. Слово «логика» употребляется в значении «неточное, вероятное суждение». Вместо этого философ употребляет «аналитика», то есть «умение свести рассуждения» . Слово «логика» вошло в философский лексикон в III веке н. э. в работах величайшего комментатора Аристотеля Александра Афродисийского.
Задача познания состоит в восхождении от простого чувственного восприятия к вершинам абстракции. Научное знание есть знание наиболее достоверное, логически доказуемое и необходимое.
В учении о познании и его видах Аристотель различал «диалектическое» и «аподиктическое» познание. Область первого — «мнение», получаемое из опыта, второго — достоверное знание. Хотя мнение и может получить весьма высокую степень вероятности по своему содержанию, опыт не является, по Аристотелю, последней инстанцией достоверности знания, ибо высшие принципы знания созерцаются умом непосредственно.
Отправным пунктом познания являются ощущения, получаемые в результате воздействия внешнего мира на органы чувств, — без ощущений нет знаний. Отстаивая это теоретико-познавательное основное положение, «Аристотель вплотную подходит к материализму». Ощущения Аристотель считал надёжными, достоверными свидетельствами о вещах, но, оговариваясь, добавлял, что сами по себе ощущения обуславливают лишь первую и самую низшую ступень познания, а на высшую ступень человек поднимается благодаря обобщению в мышлении общественной практики.
Цель науки Аристотель видел в полном определении предмета, достигаемом только путём соединения дедукции и индукции:
1) знание о каждом отдельном свойстве должно быть приобретено из опыта;
2) убеждение в том, что это свойство — существенное, должно быть доказано умозаключением особой логической формы — категорическим силлогизмом.
Исследование категорического силлогизма, осуществлённое Аристотелем в «Аналитике», стало наряду с учением о доказательстве центральной частью его логического учения.
Основной принцип силлогизма выражает связь между родом, видом и единичной вещью. Эти три термина понимались Аристотелем как отражение связи между следствием, причиной и носителем причины.
Система научных знаний не может быть сведена к единой системе понятий, ибо не существует такого понятия, которое могло бы быть предикатом всех других понятий: поэтому для Аристотеля оказалось необходимым указать все высшие роды, а именно категории, к которым сводятся остальные роды сущего.
Размышляя над категориями и оперируя ими в анализе философских проблем, Аристотель рассматривал и операции ума и его логику, и, в том числе, логику высказываний. Разрабатывал Аристотель и проблемы диалога, углубившие идеи Сократа.
Он сформулировал логические законы:
- закон тождества — понятие должно употребляться в одном и том же значении в ходе рассуждений;
- закон противоречия — «не противоречь сам себе»;
- закон исключённого третьего — «А или не-А истинно, третьего не дано».

Также Аристотелем была создана классификация высказываний:
- Омонимы (здесь слова или высказываемые вещи, которые одинаковы по словесной форме, но различны по определению)
- Синонимы (слова или высказываемые вещи, имеющие одинаковое определение)
- Паронимы

Аристотель разрабатывал учение о силлогизмах, в котором рассматриваются всевозможные виды умозаключений в процессе рассуждений.
Относительно мало известна работа Аристотеля «Топика»: этот труд «затмевали» посвящённые формальной логике «Аналитики» и «Метафизика». Исходя из текучести (непостоянства) материи, которая, с его точки зрения, существует лишь как возможность, философ вводит в рассуждение дополнительные элементы — топы (греч. τόποι), которые нарушают строгий формализм силлогизмов неоднозначностью. Аристотель приводит множество топов: многозначность слов, путаница рода и вида, ошибочная терминология и так далее. Таким образом, рассуждение, теряя строгость, выражает уже не логическую истину, а лишь вероятность, и может быть применено к бытовым, разговорным высказываниям. Целью рассуждений, которые Аристотель назвал диалектическими (не путать с другими значениями термина!), является возможность составлять силлогизмы по любому вопросу, не обязательно формально-логическому. Для этого используются посылки, которые лишь правдоподобны, но не истинны (хотя кто-то или даже большинство может принимать их за таковые).
Таким образом, «Топика» использует в рассуждениях диалектические силлогизмы, а не аналитические; сформирована отдельная логическая дисциплина, отличающаяся от используемой в «Аналитике». Диалектическое знание Аристотель понимает как вероятностное. Более того, даже логос им рассматривается аналогично. Энтимема, топос («общее место»), лексис (словесное выражение мыслей) философ также относит к вероятностному знанию. Он ещё не учитывает величину вероятностей в рассуждениях, но его диалектическая логика не сводится к классической формальной.

### Этические взгляды
Для обозначения совокупности добродетелей характера человека как особой предметной области знания и для выделения самого этого знания науки Аристотель ввёл термин «этика».
Отталкиваясь от слова «этос» (др. греч. ethos), Аристотель образовал прилагательное «этический», для того чтобы обозначить особый класс человеческих качеств, названных им этическими добродетелями. Этические добродетели являются свойствами характера темперамента человека, их также называют душевными качествами.

#### Учение о добродетелях
Аристотель делит все добродетели на нравственные, или этические, и мыслительные, или разумные, или дианоэтические. Этические добродетели представляют собой середину между крайностями — избытком и недостатком — и включают в себя: кротость, мужество, умеренность, щедрость, величавость, великодушие, честолюбие, ровность, правдивость, любезность, дружелюбие, справедливость, практическая мудрость, справедливое негодование. Относительно нравственной добродетели Аристотель утверждает, что она есть «способность поступать наилучшим образом во всём, что касается удовольствий и страданий, а порочность — это её противоположность». Нравственные, или этические, добродетели (добродетели характера) рождаются из привычек-нравов: человек действует, приобретает опыт, и на основе этого формируются черты его характера. Разумные добродетели (добродетели ума) развиваются в человеке благодаря обучению.

Добродетель — это внутренний порядок или склад души; порядок обретается человеком в сознательном и целенаправленном усилии. 

Аристотель, как и Платон, делил душу на три силы: разумную (логическую), страстную (фумоейдическую) и желающую (епифумическую). Каждую из сил души Аристотель наделяет свойственной ей добродетелью: логическую — разумностью; страстную — кротостью и мужеством; желающую — воздержностью и целомудрием. В целом душа, по Аристотелю, имеет следующие добродетели: справедливость, благородство и великодушие.

#### Справедливость
Одним из дискуссионных и сложных аспектов этики Аристотеля является его понимание справедливости как одной из добродетелей. Философ делил справедливость на общественную и частную. Первая является общей для всех граждан и заключается в соблюдении и закона как в узком смысле, так и в более широком — морального закона. Она не относится к конкретным частным ситуациям, но позволяет оценивать в целом поступки людей, должна являться базой жизни общества. Кроме того, справедливость носит относительный характер, в том смысле, что она должна быть направлена на других людей. Человек, действующий исключительно в своих интересах, не сообразуясь с интересами общества, называется своекорыстным. Именно поступающий добродетельно в отношении других является наилучшим членом общества.
Частная справедливость базируется на субъективной добродетели, под которой Аристотель подразумевал соответствие вещи своему телосу. Частную справедливость он различал на распределительную и уравнивающую. При этом распределительная справедливость осуществляется на основе пропорции, а уравнивающая сравнивается философом с геометрическим уравниванием отрезков.
В основе распределительной справедливости лежит тезис философа о том, что неравные люди не могут иметь равного количества тех или иных благ. В соответствии с этим их количества относятся так же, как «относятся» друг к другу субъекты. Отсюда и несправедливый поступок понимается как нарушение пропорции, то есть присвоение слишком большого количества благ.
Уравнивающую справедливость или воздающую справедливость осуществляет судья в процессе судебной тяжбы. В ходе неё личные качества субъектов не принимаются в расчёт, они представляются условно равными. Оценка действий нарушившего справедливость исходит только из нанесённого ущерба. Восстановление справедливости происходит путём отъёма у нарушителя такого количества благ, на которое их у него больше, чем у пострадавшего, или же делает это путём наказания, для умаления выгоды обвиняемого.

### Внутренний конфликт
Каждая ситуация выбора сопряжена с конфликтом. Однако выбор нередко переживается гораздо мягче — как выбор между различного рода благами (зная добродетель, можно вести порочную жизнь).
Аристотель постарался показать возможность разрешения этого нравственного затруднения.
Слово «знать» употребляется в двух значениях: «знает» говорят
1) о том, кто только обладает знанием;
2) о том, кто применяет знание на практике.
Далее Аристотель уточнял, что, строго говоря, обладающим знанием следует считать лишь того, кто может применять его. Так, если человек знает одно, а поступает по-другому, значит не знает, значит он обладает не знанием, а мнением, и ему следует добиться истинного знания, выдерживающего испытание в практической деятельности.
Добродетельность как разумность обретается человеком в процессе уяснения собственной двойственности и разрешения внутреннего конфликта (по крайней мере, насколько это в силах самого человека).

### Человек
Для Аристотеля человек — это прежде всего общественное или политическое существо («политическое животное»), одарённое речью и способное к осознанию таких понятий как добро и зло, справедливость и несправедливость, то есть обладающее нравственными качествами.
В «Никомаховой этике» Аристотель отмечал, что «человек по природе существо общественное», а в «Политике» — существо политическое. Он также выдвинул положение, что человек рождается политическим существом и несёт в себе инстинктивное стремление к совместной жизни. Врождённое неравенство способностей — причина объединения людей в группы, отсюда же различие функций и места людей в обществе.
В человеке есть два начала: биологическое и общественное. Уже с момента своего рождения человек не остаётся наедине с самим собой; он приобщается ко всем свершениям прошлого и настоящего, к мыслям и чувствам всего человечества. Жизнь человека вне общества невозможна.
Аристотель придавал женскому счастью такое же значение, как и мужскому. В своём труде «Риторика» он отмечал, что общество в целом не может быть счастливым, если женщины в нём несчастливы. Но при этом Аристотель полагает, что по природе своей женщина ниже мужчины и должна подчиняться ему:

«Мужчина по отношению к женщине: первый по своей природе выше, вторая — ниже, и вот первый властвует, вторая находится в подчинении. Тот же самый принцип неминуемо должен господствовать и во всем человечестве».— https://ru.wikisource.org/wiki/Политика_(Аристотель)/О_домохозяйстве_и_рабстве
Однако, несмотря на подчинённое, на его взгляд, положение женщин, Аристотель не считал, что общее благо для мужчин должно превосходить женское.

### Космология Аристотеля
Аристотель вслед за Евдоксом учил, что Земля, являющаяся центром Вселенной, шарообразна. Доказательство шарообразности Земли Аристотель видел в характере лунных затмений, при которых тень, бросаемая Землёй на Луну, имеет по краям округловатую форму, что может быть только при условии шарообразности Земли. Ссылаясь на утверждения ряда античных математиков, Аристотель считал окружность Земли равной 400 тысяч стадий (ок. 71200 км). Аристотель, кроме того, первым доказал шарообразность и Луны на основе изучения её фаз. Его сочинение «Метеорологика» явилось одной из первых работ по физической географии.
Влияние геоцентрической космологии Аристотеля сохранилось вплоть до Коперника. Аристотель руководствовался планетарной теорией Евдокса Книдского, но приписал планетарным сферам реальное физическое существование: Вселенная состоит из ряда концентрических сфер, движущихся с различными скоростями и приводимых в движение крайней сферой неподвижных звёзд.
Шарообразны и небесный свод, и все небесные светила. Однако доказывал эту мысль Аристотель неправильно, исходя из телеологической идеалистической концепции. Шарообразность небесных светил Аристотель выводил из того ложного взгляда, что так называемая «сфера» является наиболее совершенной формой.
Идеализм Аристотеля получает в его учении о мирах окончательное оформление:
«Подлунный мир», то есть область между орбитой Луны и центром Земли, есть область беспорядочных неравномерных движений, а все тела в этой области состоят из четырёх низших элементов: земли, воды, воздуха и огня. Земля как наиболее тяжёлый элемент занимает центральное место. Над ней последовательно располагаются оболочки воды, воздуха и огня.
«Надлунный мир», то есть область между орбитой Луны и крайней сферой неподвижных звёзд, есть область вечноравномерных движений, а сами звёзды состоят из пятого, совершеннейшего элемента — эфира.
Эфир (пятый элемент или quinta essentia) входит в состав звёзд и неба. Это божественный, нетленный и совершенно непохожий на другие четыре элемента.
Звёзды, по Аристотелю, неподвижно укреплены на небе и обращаются вместе с ним, а «блуждающиеся светила» (планеты) движутся по семи концентрическим кругам.

Причиной небесного движения является Бог.

### Учение о государстве
Аристотель подверг критике учение Платона о совершенном государстве и предпочитал говорить о таком политическом устройстве, которое может иметь у себя большинство государств. Он считал, что предлагаемая Платоном общность имущества, жён и детей приведёт к уничтожению государства. Аристотель был убеждённым защитником прав индивида, частной собственности и моногамной семьи, а также сторонником рабства.
Однако Аристотель не признавал обоснованным обращение военнопленных в рабство; по его мнению, рабами должны быть те, кто, обладая физической силой, не обладают рассудком — «Все те, кто в такой сильной степени отличается от других людей, в какой душа отличается от тела, а человек от животного …, те люди по своей природе — рабы; … раб по природе — тот, кто может принадлежать другому (потому он и принадлежит другому) и кто причастен к рассудку в такой мере, что способен понимать его приказания, но сам рассудком не обладает».
Осуществив грандиозное обобщение социального и политического опыта эллинов, Аристотель разработал оригинальное социально-политическое учение. При исследовании социально-политической жизни он исходил из принципа: «Как и всюду, наилучший способ теоретического построения состоит в рассмотрении первичного образования предметов». Таким «образованием» он считал естественное стремление людей к совместной жизни и к политическому общению.
По Аристотелю, человек — политическое существо, то есть социальное, и он несёт в себе инстинктивное стремление к «совместному сожительству».
Первым результатом социальной жизни Аристотель считал образование семьи — муж и жена, родители и дети. Потребность во взаимном обмене привела к общению семей и селений. Так возникло государство. Государство создаётся не ради того, чтобы жить вообще, а жить преимущественно счастливо.
Согласно Аристотелю, государство возникает только тогда, когда создаётся общение ради благой жизни между семьями и родами, ради совершенной и достаточной для жизни самой себя.
Природа государства стоит «впереди» семьи и индивида. Так, совершенство гражданина обусловливается качествами общества, которому он принадлежит — кто желает создать совершенных людей, должен создать совершенных граждан, а кто хочет создать совершенных граждан, должен создать совершенное государство.
Отождествив общество с государством, Аристотель был вынужден заняться поисками целей, интересов и зависимостей характера деятельности людей от их имущественного положения и использовать эти критерии при характеристике различных слоёв общества. Он выделял три главных слоя граждан: очень зажиточные, средние, крайне неимущие. По мысли Аристотеля, бедные и богатые «оказываются в государстве элементами, диаметрально противоположными друг другу; что в зависимости от перевеса того или иного из элемента устанавливается и соответствующая форма государственного строя».
Наилучшее государство — это такое общество, которое достигается через посредство среднего элемента (то есть «среднего» элемента между рабовладельцами и рабами), и те государства имеют наилучший строй, где средний элемент представлен в большем числе, где он имеет большее значение сравнительно с обоими крайними элементами. Аристотель отмечал, что, когда в государстве много лиц лишено политических прав, когда в нём много бедняков, тогда в таком государстве неизбежно бывают враждебно настроенные элементы.
Аристотель разделял понятия «большое» и «многонаселённое» государство, для него они не значили одно и то же. Действительно настоящим, эффективным для страны населением мыслитель считал исключительно граждан мужского пола, способных участвовать в управлении и военных действиях. Он полагал, что государство должно быть заинтересовано в количестве именно таких граждан, чтобы стать «большим» в смысле силы и устойчивости. Как полноценных граждан философ не признавал даже иностранных граждан-мужчин, постоянно проживающих на территории Греции, ведь они также не имели права в полном объёме участвовать в политической жизни.
Многонаселённое же государство, по Аристотелю, не может быть сильным и полноценным. Это такое государство, в котором преобладают ремесленники, женщины, метеки и прочие люди, которые не могут влиять на политическую жизнь общества. Он критиковал Спарту за то, что они проводили, по его мнению, неграмотную демографическую политику, предоставляя льготы мужчинам, в семье которых рождались больше трёх детей (так Лакедемон боролся с демографическим кризисом).
Философ действительно видел выход в умеренности во всех вопросах, связанных с управлением государством. Он был убеждён в том, что в слишком многочисленным государстве соблюдение законов становится невозможным. Слишком большая численность непременно ведёт к утрате порядка, что не позволяет говорить о должном соблюдении законов.
…Те государства, чьё устройство слывёт прекрасным, не допускают чрезмерного увеличения народонаселения. <…> Закон есть некий порядок, <…> а чрезмерно большое количество не допускает порядка.Аристотель, «Политика».
Но и государство с небольшим количеством граждан тоже не может быть полноценным. В таком случае оно будет обладать слишком слабым аппаратом управления, малочисленной армией, будет неспособно существовать. Идеальную численность государства Аристотель признаёт умеренно большую, когда политически активных людей достаточно, однако и не слишком много, чтобы система начала разрушаться из-за экономических сложностей (нужно гораздо больше ресурсов для поддержания многочисленной страны) и сложностей в управлении такой страной.
Чтобы была возможность эффективного осуществления управления, в идеальном аристотелевском государстве граждане должны знать друг друга. Это нужно, в частности, для того, чтобы было проще заметить нарушения законов или не допустить подпольного оформления гражданства иностранными гражданами. Кроме того, идеальное управление мыслитель усматривал в раздаче правильных указаний, которая невозможна, если люди, находящиеся у власти, сами не знают, каким народом они управляют (а при слишком большом населении оно становится настолько разноликим, что учесть интересы каждого гражданина становится просто невозможной задачей).
Основным общим правилом, по идее Аристотеля, должно служить следующее: ни одному гражданину не следует давать возможности чрезмерно увеличивать свою политическую силу сверх надлежащей меры.

### Политик и политика
Аристотель, опираясь на результаты платоновской политической философии, выделил специальное научное изучение определённой области общественных отношений в самостоятельную науку о политике.
Человек по природе своей есть существо политическое, а тот, кто в силу своей природы, а не вследствие случайных обстоятельств живёт вне государства, - либо недоразвитое в нравственном смысле существо, либо сверхчеловек.Аристотель, «Политика».
Согласно Аристотелю, люди могут жить только в обществе, в условиях политической системы, а чтобы правильно устроить общественную жизнь, людям необходима политика.
Политика — наука, знание о том, как наилучшим образом организовать совместную жизнь людей в государстве, то есть политика представляет собой искусство и умение государственного управления.
Сущность политики раскрывается через её цель, которая, по мнению Аристотеля, заключается в том, чтобы придать гражданам высокие нравственные качества, сделать их людьми, поступающими справедливо. То есть цель политики — справедливое (общее) благо. Достичь этой цели нелегко. Политик должен учитывать, что люди обладают не только добродетелями, но и пороками. Поэтому задачей политики является не воспитание нравственно совершенных людей, а воспитание добродетелей в гражданах. Добродетель гражданина состоит в умении исполнять свой гражданский долг и в способности повиноваться властям и законам. Поэтому политик должен искать наилучшего, то есть наиболее отвечающего указанной цели государственного устройства.
Государство — продукт естественного развития, но и одновременно высшая форма общения. Человек по природе своей есть существо политическое, и в государстве (политическом общении) завершается процесс этой политической природы человека.

### Формы государственного правления
В зависимости от целей, которые ставят перед собой правители государства, Аристотель различал правильные и неправильные государственные устройства:
Правильный строй — при котором преследуется общее благо, независимо от того, правит ли один, немногие или многие:
- Монархия (др.-греч. μοναρχία «единовластие») — форма правления, при которой вся верховная власть принадлежит наследственному или выборному монарху.
- Аристократия (др.-греч. ἀριστοκρατία «власть лучших») — форма государственного правления, при которой верховная власть принадлежит по наследству родовой знати, привилегированному сословию; власть немногих, но более чем одного. Отличие от олигархии в том, что при аристократии правят самые способные люди, которые основываются на добродетели.
- Полития (греч. πολιτεία «государство») — эта форма правления встречается крайне «редко и у немногих». В частности, обсуждая возможность установления политии в современной ему Греции, Аристотель пришёл к выводу, что такая возможность невелика. В политии правит большинство в интересах общей пользы. Полития — «средняя» форма государства, и «средний» элемент здесь доминирует во всём: в нравах — умеренность, в имуществе — средний достаток, во властвовании — средний слой.

Неправильный строй — при котором преследуются частные цели правителей:
- Тирания (др.-греч. τυραννία «власть тирана») — монархическая власть, имеющая в виду выгоды одного правителя (захватившего власть).
- Олигархия (др.-греч. ὀλιγαρχία «власть немногих») — соблюдает выгоды состоятельных граждан; власть находится в руках небольшой группы людей богатых и благородного происхождения.
- Демократия (др.-греч. δημοκρατία «власть народа») — соблюдает выгоды неимущих; среди неправильных форм государства Аристотель отдавал предпочтение именно ей, считая её наиболее сносной. Демократией следует считать такой строй, когда свободнорождённые и неимущие, составляя большинство, имеют верховную власть в своих руках.

Отклонение от монархии даёт тиранию,

отклонение от аристократии — олигархию,

отклонение от политии — демократию.

отклонение от демократии — охлократию.
В основе всех общественных потрясений лежит имущественное неравенство. По Аристотелю, олигархия и демократия основывают своё притязание на власть в государстве на том, что имущественное — удел немногих, а свободой пользуются все граждане. Олигархия защищает интересы имущих классов. Общей же пользы ни одна из них не имеет.
При любом государственном строе общим правилом должно служить следующее: ни одному гражданину не следует давать возможность чрезмерно увеличивать свою политическую силу сверх надлежащей меры. Аристотель советовал наблюдать за правящими лицами, чтобы они не превращали государственную должность в источник личного обогащения.
Отступление от права означает отход от цивилизованных форм правления к деспотическому насилию и вырождению закона в средство деспотизма. «Не может быть делом закона властвование не только по праву, но и вопреки праву: стремление же к насильственному подчинению, конечно, противоречит идее права».
Главное в государстве — гражданин, то есть тот, кто участвует в суде и управлении, несёт военную службу и выполняет жреческие функции. Рабы исключались из политической общности, хотя должны были составлять, по мнению Аристотеля, большую часть населения.
Аристотель пришёл к выводу о том, что наилучшей формой правления является та, при которой власть сосредоточена в руках наилучших: «Из трёх видов государственного устройства, какие мы признаём правильными, наилучшим, конечно, является тот, в котором управление сосредоточено в руках наилучших». Описываемый в «Политике» идеальный государственный строй «в целом близок к тому, какой в предыдущем изложении назван аристократическим».
Аристотель предпринял гигантское по масштабам исследование «конституции» — политического устройства 158 государств (из них сохранилось только одно — «Афинская полития»).

## Аристотель и риторика
Философ уделял риторике большое внимание. Уже в начале своего обучения в Платоновской Академии он начал преподавать курс лекций по риторическому искусству, а впоследствии на протяжении всей своей жизни не оставлял практику преподавания данного искусства. Такое внимание философа к риторике объясняется тем, что, с его точки зрения, правильная форма речи является важнейшим фактором передачи логоса. Риторическое искусство Аристотеля действительно отличалось тем, что служило лишь оболочкой для изложения глубоких философских идей, в отличие от искусства многих риторов той эпохи, которое критиковалось ещё в диалогах Платона.
Аристотель определял риторику как «способность находить возможные способы убеждения относительно каждого данного предмета». Умение правильно говорить на публике, являлось неотъемлемой характеристикой гражданина. Аристотель выделял три вида речи: совещательная, судебная и эпидейктическая. Совещательная речь подразумевает под собой — воздействие, направленное на склонение к принятию какого-то мнения, либо наоборот к отказу от него. Судебная речь — является эмоциональным воздействием на лиц, принимающих итоговые решения относительно дела, и заключает в себе цель в убеждении правильности и достоверности данной стороны. Эпидейктическая речь — заключает в себе речь состоящую из хвалы, либо наоборот порицания.

## Аристотель и естественные науки

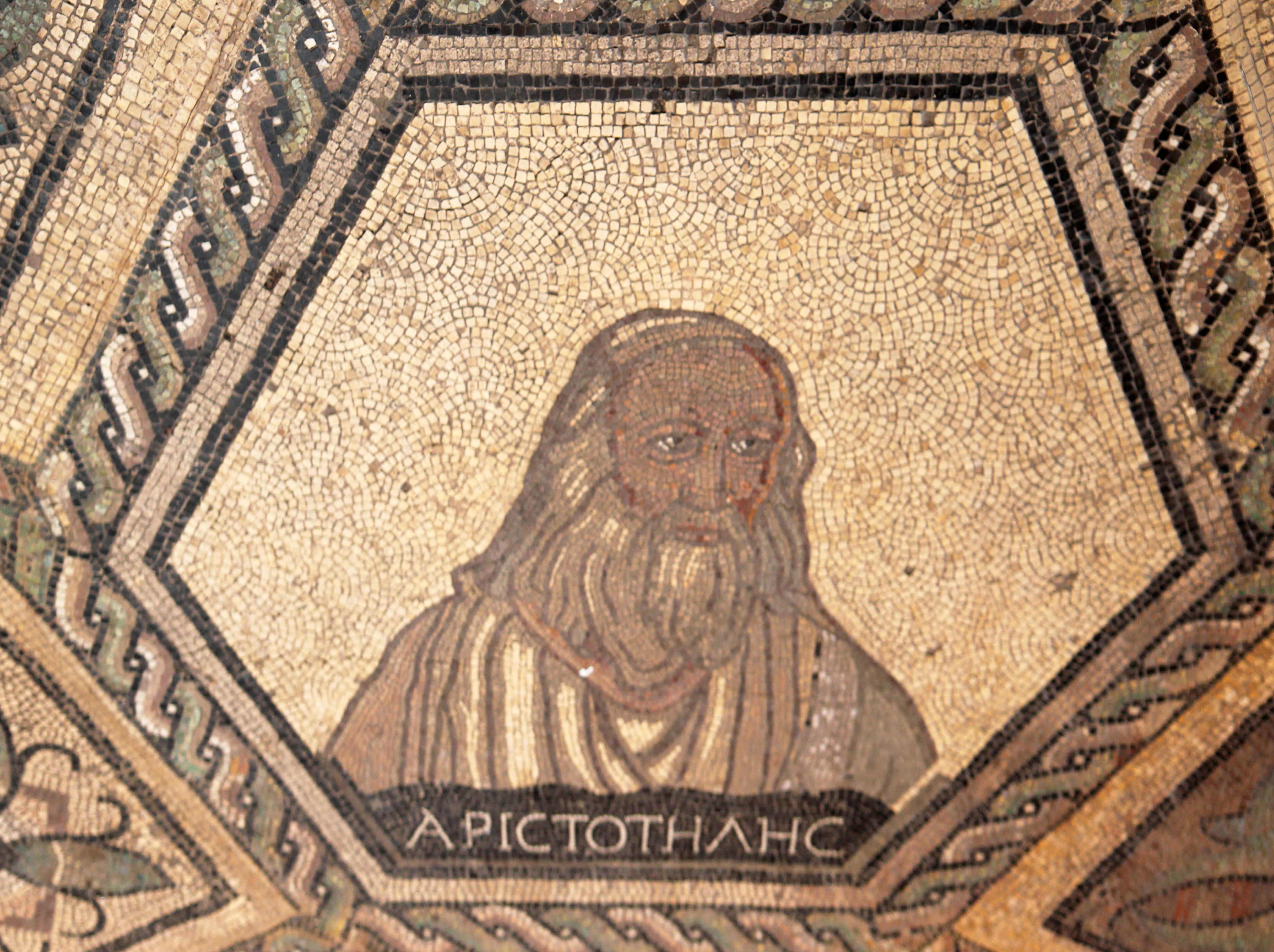
Античная римская мозаика с Аристотелем

Хотя ранние философские работы Аристотеля были в большей степени спекулятивными, поздние труды демонстрируют глубокое понимание эмпиризма, основ биологии и разнообразия жизненных форм. Аристотель не проводил экспериментов, полагая, что вещи вернее проявляют свою истинную природу в естественной среде обитания, чем в искусственно созданной. Тогда как в физике и химии подобный подход был признан нефункциональным, в зоологии и этологии труды Аристотеля «представляют реальный интерес». Им были сделаны многочисленные описания природы, особенно мест обитания и свойств различных растений и животных, которых он вносил в свой каталог. Всего Аристотель классифицировал 540 разновидностей животных и изучил внутреннее строение по меньшей мере пятидесяти видов.
Аристотель верил, что всеми природными процессами руководят интеллектуальные цели, формальные причины. Подобные телеологические взгляды давали Аристотелю основание представлять собранную им информацию как выражение формального дизайна. Например, он предполагал, что Природа не зря одарила одних животных рогами, а других бивнями, тем самым она дала им минимальный набор средств, необходимый для выживания. Аристотель считал, что все живые существа можно расположить по порядку на специальной шкале — scala naturae, или Великая Цепь Бытия, — в самом низу которой будут находиться растения, а наверху — человек.
Аристотель придерживался мнения, что чем совершеннее создание, тем совершеннее его форма, но при этом форма не определяет содержания. Другой аспект его биологической теории состоял в выделении трёх типов душ: растительной души, ответственной за репродукцию и рост; чувствующей души, ответственной за подвижность и чувства; и рациональной души, способной мыслить и рассуждать. Он приписывал наличие первой души растениям, первой и второй — животным, а всех трёх — человеку. Аристотель, в отличие от прочих ранних философов, вслед за египтянами полагал, что место рациональной души в сердце, а не в мозге. Интересно, что Аристотель одним из первых разделил чувство и мысль.
Теофраст, последователь Аристотеля из Лицея, написал серию книг «История растений», которая является важнейшим вкладом античной науки в ботанику, он оставался непревзойдённым вплоть до Средних Веков. Многие из названий, придуманных Теофрастом, дошли до наших дней, например, carpos для обозначения фрукта и pericarpion для семенной коробочки. Вместо того, чтобы опираться на теорию о формальных причинах, как делал Аристотель, Теофраст предложил механистическую схему, проведя аналогии между естественными и искусственными процессами, полагаясь на концепцию Аристотеля о «движущей причине». Теофраст также признал роль пола в репродукции некоторых высших растений, хотя это знание позднее было утрачено. Нельзя недооценивать вклада биологических и телеологических идей Аристотеля и Теофраста в западную медицину.

## Сочинения

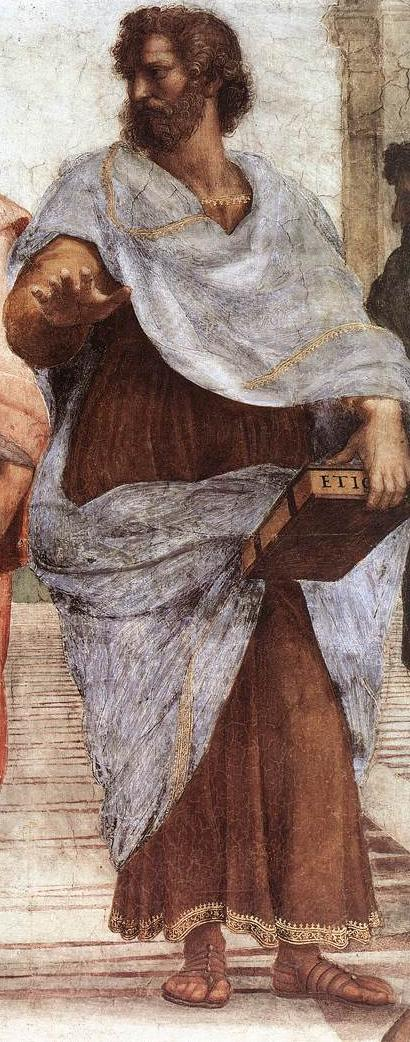
Аристотель кисти Рафаэля

Многочисленные сочинения Аристотеля охватывают почти всю область доступного тогда знания, которое в его трудах получило более глубокое философское обоснование, было приведено в строгий, систематический порядок, и его эмпирический базис значительно вырос. Некоторые из этих сочинений не были выпущены им самим при жизни, а многие другие подложно ему приписаны впоследствии. Но даже некоторые места тех сочинений, которые бесспорно принадлежат ему, можно поставить под сомнение, и уже древние старались объяснить себе эту неполноту и отрывочность превратностями судьбы рукописей Аристотеля. По преданию, сохранившемуся у Страбона и Плутарха, Аристотель завещал свои сочинения Феофрасту, от которого они перешли к Нелию из Скепсиса. Наследники Нелия спрятали драгоценные рукописи от жадности пергамских царей в погреб, где они сильно пострадали от сырости и плесени. В I веке до н. э. они были проданы за высокую цену богачу и любителю книг Апелликону в самом жалком состоянии, и он постарался восстановить пострадавшие места рукописей своими собственными прибавками, но не всегда удачно. Впоследствии, при Сулле, они попали в числе прочей добычи в Рим, где Тираннион и Андроник Родосский издали их в их нынешнем виде.
Из сочинений Аристотеля до нас не дошли написанные в общедоступной форме (экзотерические), например, «Диалоги», хотя принятое древними различие между экзотерическими и эзотерическими сочинениями не было так строго проведено самим Аристотелем и во всяком случае не означало различия по содержанию. Дошедшие до нас сочинения Аристотеля далеко не одинаковы по своим литературным достоинствам: в одном и том же сочинении одни разделы производят впечатление основательно обработанных и подготовленных для обнародования текстов, другие — более или менее подробных набросков. Наконец, есть и такие, которые заставляют предполагать, что они были только заметками учителя для предстоящих лекций, а некоторые места, как, возможно, его «Эвдемова этика», по-видимому, обязаны своим происхождением запискам слушателей или, по крайней мере, переработаны по этим запискам.
В пятой книге «Historia animalium» Аристотель упомянул о своём «Учении о растениях», которое сохранилось только в небольшом числе фрагментов. Эти фрагменты были собраны и изданы в 1838 году немецким ботаником Х. Виммером. Из них можно видеть, что Аристотель признавал существование двух царств в окружающем мире: неодушевлённую и живую природу. Растения он относил к одушевлённой, живой природе. По Аристотелю, растения обладают низшей ступенью развития души по сравнению с животными и человеком. Аристотель отмечал в природе растений и животных некоторые общие свойства. Он писал, например, что в отношении некоторых обитателей моря трудно решить, растения это или животные.

## «Аристотелев корпус»
В него (лат. Corpus Aristotelicum) по традиции включают труды, излагающие учение Аристотеля, принадлежащие самому Аристотелю. Далее сочинения, принадлежность которых Аристотелю считается сомнительной, помечены знаком * (после названия). Сочинения, по общему признанию исследователей не принадлежащие Аристотелю, помечены знаком **.
Логика (Органон)
- Категории / Κατηγοριῶν / Categoriae
- Об истолковании / Περὶ ἑρμηνείας / De interpretatione
- Первая аналитика / ἀναλυτικὰ πρότερα / Analytica priora
- Вторая аналитика / ἀναλυτικὰ ὑστερα / Analytica posteriora
- Топика / Τοπικῶν / Topica
- О софистических опровержениях / Περὶ τῶν σοφιστικῶν ἐλέγχων / De sophisticis elenchis

О природе
- Физика / Φυσικὴ ἀκρόασις / Physica
- О небе / Περὶ οὐρανοῦ / De caelo
- О возникновении и уничтожении / Περὶ γενέσεως καὶ φθορᾶς / De generatione et corruptione
- Метеорологика / Τὰ μετεωρολογικά / Meteorologica
- О душе / Περὶ ψυχῆς / De anima
- «Малые сочинения о природе[англ.]» (Parva naturalia; цикл из 7 небольших трудов)
О восприятии и воспринимаемом / Περὶ αἰσθήσεως καὶ αἰσθητῶν, другой перевод — О чувственном восприятии / De sensu et sensibilibus
О памяти и воспоминании / Περὶ μνήμης καὶ ἀναμνήσεως / De memoria et reminiscentia
О сне и бодрствовании[англ.] / Περὶ ὕπνου καὶ ἐγρηγορήσεως / De somno et vigilia
О сновидении[англ.] / Περὶ ἐνυπνίου / De insomniis
О толковании сновидений / Περὶ τῆς καθ΄ ὕπνον μαντικῆς / De divinatione per somnum
О долготе и краткости жизни / Περὶ μακροβιότητος καὶ βραχυβιότητος / De longitudine et brevitate vitae
О юности и старости, о жизни и смерти и о дыхании[англ.] / Περὶ νεότητος καὶ γήρως καὶ ζωῆς καὶ θανάτου / De juventute et senectute, de vita et morte et de respiratione
- История животных / Περὶ τὰ ζῷα ἱστορίαι / Historia animalium
- О частях животных / Περὶ ζῴων μορίων / De partibus animalium
- О движении животных / Περὶ ζῴων κινήσεως / De motu animalium
- О способах передвижения животных / Περὶ ζῴων πορείας / De incessu animalium
- О возникновении животных / Περὶ ζῴων γενέσεως / De generatione animalium

- О мире / Περὶ κόσμου / De mundo **
- О дыхании / Περὶ πνεύματος / De spiritu **
- О цветах / Περὶ χρωμάτων / De coloribus **
- О слышимом / Περὶ ἀκουστῶν / De audibilibus **
- Физиогномика / Φυσιογνωμικά / Physiognomonica **
- О растениях / Περὶ φυτῶν / De plantis **
- О чудесных слухах / Περὶ θαυμασίων ἀκουσμάτων / De mirabilibus auscultationibus **
- Механика / Μηχανικά / Mechanica **
- Проблемы / Προβλήματα / Problemata **
- О неделимых линиях / Περὶ ατόμων γραμμών / De lineis insecabilibus **
- О направлениях и названиях ветров / Ἀνέμων θέσεις καὶ προσηγορίαι / Ventorum situs et cognomina **
- О Ксенофане, Зеноне, Горгии / Περὶ Ξενοφάνους, περὶ Ζήνωνος, περὶ Γοργίου / De Xenophane, de Zenone, de Gorgia **

Метафизика
- Метафизика / Μετὰ τὰ φυσικά / Metaphysica

Этика и политика
- Никомахова этика / Ἠθικὰ Νικομάχεια / Ethica Nicomachea
- Евдемова этика / Ἠθικὰ Εὐδήμεια / Ethica Eudemia
- Политика / Πολιτικά / Politica

- Афинская полития / Ἀθηναίων πολιτεία /  *
- Большая этика / Ἠθικὰ μεγάλα / Magna moralia *
- О добродетелях и пороках / Περὶ ἀρετῶν καὶ κακιῶν / De virtutibus et vitiis libellus **
- Экономика / Οἰκονομικά / Oeconomica **

Риторика и поэтика
- Риторика / Ῥητορικὴ τέχνη / Ars rhetorica
- Поэтика / Περὶ ποιητικῆς / Ars poetica

- Риторика к Александру / Ῥητορικὴ πρὸς Ἀλέξανδρον / Rhetorica ad Alexandrum ** (автором считается Анаксимен Лампсакский)

## Дополнение к «Сочинениям»
Можно поделить все сочинения Аристотеля на 3 группы:
1. Популярные сочинения
2. Материалы к научным сочинениям
3. Научные сочинения

Популярные сочинения написаны прекрасным языком и выполнены в диалогической форме. Говоря о Аристотелевских диалогах, стоит заметить, что он изменил этот жанр. Теперь это череда длинных речей (тезис — антитезис), а участников становится трое: первый участник, второй участник и руководитель беседы, суммирующий доводы. Этому подражал Цицерон. Позднее в Европе писали диалоги, напоминающие Аристотелевские.
По сути, корпус Аристотеля собрал издатель Андроник Родосский, создавший из отдельных книг тематические блоки, названные общим именем: Физика в 8 книгах, Метафизика в 14 книгах и т. д. Некоторые сочинения (см. выше) без определённого авторства.

## Рецепция

### Внешность и привычки
Современные Аристотелю документальные свидетельства о внешности Аристотеля отсутствуют — сведения такого рода обязаны анекдотам писателей первых столетий новой эры. Согласно Диогену Лаэрцию, Аристотель страдал дефектами речи, был «коротконогий, с маленькими глазами, носил нарядную одежду и подстриженную бороду». По Элиану, Платон не одобрял ни образа жизни Аристотеля, ни его манеру одеваться: он носил пышную одежду и нарядную обувь, подстригал бороду и рисовался множеством перстней на руках. «И какая-то насмешка была на его лице, неуместная болтливость также свидетельствовала о его характере». 
Старинные русские источники вторят позднеантичной рецепции, описывая Аристотеля так:

Образ же имел возраста своего средний. Глава его не велика, голос его тонок, очи малы, ноги тонки. А ходил в разноцветном и хорошем одеянии. А перстней и цепей золотых охочь был носити… а умывался в судне маслом древяным тёплым— Сказание о еллинском философе и премудром Аристотеле
Здесь же рассказывается о том, как Аристотель, чтобы не спать слишком долго, ложился с бронзовым шаром в руке, который, падая в металлический таз, будил философа.

### Издания
Первое полное издание на латинском языке с комментариями арабского философа Аверроэса появилось в 1489 году в Венеции, а первое греческое издание сделано Альдом Мануцием (5 т., Венеция, 1495-98). За этим последовало новое издание, пересмотренное Эразмом Роттердамским (Базель, 1531), потом другое, пересмотренное Сильбургом (Франкф., 1584) и многие другие. В конце XVIII века Буле сделал новое греческое и латинское издание (5 т., Цвейбрюк. и Страсб., 1791—1800). В XIX веке на средства Берлинской академии было подготовлено пятитомное полное издание сочинений, комментариев, схолий и фрагментов (Берлин, 1831—71), которое послужило пособием и для французского издания Дидо в Париже (5 т., 1848—74).

### Переводчики Аристотеля на русский язык
Примечание. В список включены переводчики подлинных трудов Аристотеля и неподлинных его трудов (лат. Corpus Aristotelicum):
- Алымова, Елена Валентиновна
- Афонасин, Евгений Васильевич
- Аппельрот, Владимир Германович
- Брагинская, Нина Владимировна
- Воден А. М.
- Гаспаров, Михаил Леонович
- Жебелёв, Сергей Александрович
- Захаров В. И.
- Иткин М. И.
- Казанский А. П.
- Карпов, Владимир Порфирьевич
- Касторский М. Н.
- Кубицкий, Александр Владиславович
- Ланге, Николай Николаевич
- Лебедев Андрей Валентинович
- Лосев, Алексей Фёдорович
- Маханьков И. И.
- Миллер, Татьяна Адольфовна
- Новосадский, Николай Иванович
- Ордынский, Борис Иванович
- Первов, Павел Дмитриевич
- Платонова, Надежда Николаевна
- Попов П. С.
- Радлов, Эрнест Леопольдович
- Розанов, Василий Васильевич
- Скворцов Н.
- Снегирёв В.
- Солопова, Мария Анатольевна
- Фохт, Борис Александрович
- Цыбенко, Олег Павлович
- Щетников, Андрей Иванович

### Память
В честь Аристотеля названы:
- Университет Аристотеля в Салониках;
- Площадь Аристотеля в Салониках;
- растение Аристотелия;
- кратер на Луне;
- астероид 6123 Аристотель[англ.].

### Тексты
Стандартное издание (Берлинское):
- Vol. I (1831)
- Vol. II (1831)
- Vol. III (1831) Латинские тексты.
- Vol. IV (1836) Схолии к Аристотелю.
- Vol. V (1870) Фрагменты. Дополнение к схолиям. Указатель.

### Переводы
Русские
здесь указаны только последние русские переводы, более подробно см. в статьях об отдельных произведениях
- Аристотель. Сочинения. В 4 т. (Серия «Философское наследие»). М.: Мысль, 1975—1983.
  - Т. 1. / Ред. и вступ. ст. В. Ф. Асмуса. 1975. 552 стр. 220000 экз.
    - Метафизика. / Пер. А. В. Кубицкого в переработке М. И. Иткина.
    - О душе. / Пер. П. С. Попова в переработке М. И. Иткина.

  - Т. 2. / Ред. и вступ. ст. З. Н. Микеладзе. 1978. 688 стр. 220000 экз.
    - Категории. / Пер. А. В. Кубицкого в переработке З. Н. Микеладзе.
    - Об истолковании. / Пер. Э. Л. Радлова в переработке З. Н. Микеладзе.
    - Первая аналитика. / Пер. Б. А. Фохта.
    - Вторая аналитика. / Пер. Б. А. Фохта.
    - Топика. / Пер. М. И. Иткина.
    - О софистических опровержениях. / Пер. М. И. Иткина.

  - Т. 3. / Ред и вступ. ст. И. Д. Рожанского. 1981. 616 стр. 220000 экз.
    - Физика. / Пер. В. П. Карпова.
    - О небе. / Пер. А. В. Лебедева.
    - О возникновении и уничтожении. / Пер. Т. А. Миллер.
    - Метеорологика. / Пер. Н. В. Брагинской.

  - Т. 4. / Ред. и вступ. ст. А. И. Доватура, Ф. Х. Кессиди. 1983. 832 стр. 80000 экз.
    - Никомахова этика. / Пер. Н. В. Брагинской.
    - Большая этика. / Пер. Т. А. Миллер.
    - Политика. / Пер. С. А. Жебелёва под ред. А. И. Доватура.
    - Поэтика. / Пер. М. Л. Гаспарова.
- Аристотель. Аналитики, Первая и Вторая  (недоступная ссылка с 12-05-2013 [4471 день]). / Пер. Б. А. Фохт. М., 1952.
- Аристотель. Афинская полития. / Пер. С. И. Радцига. М.-Л.: Соцэкгиз, 1936. 198 стр. 10000 экз.
  - переизд.: М., Гос. публ. ист. библиотека России, 2003. 229 с. 500 экз.
- Аристотель. О частях животных. / Пер. В. П. Карпова. (Серия «Классики биологии и медицины»). М.: Биомедгиз, 1937. 220 стр.
- Аристотель. О возникновении животных. / Пер. В. П. Карпова. (Серия «Классики естествознания»). М.-Л.: Издательство АН СССР, 1940. 252 стр. 3000 экз.
- Аристотель. История животных. / Пер. В. П. Карпова. Под ред. Б. А. Старостина. М.: РГГУ, 1996. 528 стр.
- Аристотель. О движении животных / Пер. Е. В. Афонасина // ΣΧΟΛΗ 10.2 (2016) 733—753
- Аристотель. Риторика (пер. О. П. Цыбенко). Поэтика. Изд. 2, переработанное. М.: Лабиринт, 2007. 256 стр. ISBN 5-87604-040-1.
- Аристотель. Протрептик. О чувственном восприятии. О памяти. / Пер. Е. В. Алымовой. СПб.: Издательство СПбГУ, 2004. 184 стр.
- Аристотель. Евдемова этика. / Пер. Т. В. Васильевой (кн. 3, 7), Т. А. Миллер (кн. 1, 2, 8), М. А. Солоповой (кн. 4-6). Изд. подг. М. А. Солопова. (Серия «Философская классика: впервые на русском»). М.: ИФ РАН, 2005. 448 стр. 500 экз.
- Аристотель. О памяти и припоминании. / Пер. С. В. Месяц. // Космос и душа. М., 2005. С. 407—419.
- Аристотель. О сновидениях. / Пер. О. А. Чулкова. // Академия. Вып. 6. СПб., 2005. С. 423—432.
- Аристотель. О предсказаниях во сне / Пер. М. А. Солоповой // Интеллектуальные традиции античности и средних веков (Исследования и переводы). М.: Кругъ, 2010. С.169-175.
- Аристотелев корпус. О неделимых линиях. / Пер. А. И. Щетникова. // ΣΧΟΛΗ, 1, 2007, c. 248—258.
- Аристотелев корпус. Музыкальные проблемы. / Пер. А. И. Щетникова. // ΣΧΟΛΗ, 6, 2012, c. 87-97.
- Аристотелев корпус. Механические проблемы. / Пер. А. И. Щетникова. // ΣΧΟΛΗ, 6, 2012, c. 405—433.
- Псевдо-Аристотель [Феофраст?]. Экономика. / Пер. и прим. Г. А. Тароняна. // Вестник древней истории. 1969. № 3.
- Псевдо-Аристотель. Рассказы о диковинах. / Пер. и прим. Н. А. Поздняковой. // Вестник древней истории. 1987. № 3-4.
- Псевдо-Аристотель. О мире. / Пер. И. М. Маханькова. // Античность в контексте современности. Вопросы классической филологии X. М., 1990. С. 150—168.

Английские
The works of Aristotle (Oxford), под редакцией У. Д. Росса:
- Vol. I. Категории. Об истолковании. Первая аналитика. Вторая аналитика. Топика. О софистических опровержениях.
- Vol. II. Физика. О небе. О возникновении и уничтожении.
- Vol. III. Метеорологика. О мире. О душе. Parva naturalia. О дыхании.
- Vol. IV. История животных.
- Vol. V. Труды о животных: О частях животных. О движении животных. О происхождении животных.
- Vol. VI. Opuscula: О цветах. О слышимом. Физиогномика. О растениях. Об удивительных слухах. Механика. О неделимых линиях. О ветрах. О Мелиссе, Ксенофане и Горгии.
- Vol. VII. Проблемы.
- Vol. VIII. Метафизика.
- Vol. IX. Никомахова этика. Большая этика. Евдемова этика
- Vol. X. Политика. Экономика. Афинская полития.
- Vol. XI. Риторика. Риторика к Александру. Поэтика.
- Vol. XII. Фрагменты.

В серии «Loeb classical library» сочинения изданы в 23 томах:
- Т. 1. № 325. Категории. Об истолковании. Первая аналитика.
- Т. 2. № 391. Вторая аналитика. Топика.
- Т. 3. № 400. О софистических опровержениях. О возникновении и уничтожении. О мире.
- Т. 4-5. № 228, 255. Физика.
- Т. 6. № 338. О небе.
- Т. 7. № 397. Метеорологика.
- Т. 8. № 288. О душе. Parva naturalia. О дыхании.
- Т. 9-11. № 437—439. История животных.
- Т. 12. № 323. Части животных. Движение животных. Развитие животных.
- Т. 13. № 366. Происхождение животных.
- Т. 14. № 307. Малые труды: О цветах. О слышимом. Физиогномика. О растениях. Об удивительных слухах. Механические проблемы. О неделимых линиях. Положения и имена ветров. О Мелиссе, Ксенофане, Горгии.
- Т. 15. № 316. Проблемы, книги I—XXI.
- Т.16. № 317. Проблемы, книги XXII-XXXVIII. Риторика к Александру.
- Т. 17. № 271. Метафизика, книги I—IX.
- Т. 18. № 287. Метафизика, книги X—XIV. Экономика. Большая этика.
- Т. 19. № 73. Никомахова этика.
- Т. 20. № 285. Афинская полития. Евдемова этика. Добродетели и пороки.
- Т. 21. № 264. Политика.
- Т. 22. № 193. Риторика.
- Т. 23. № 199. Поэтика. О возвышенном (Псевдо-Лонгин). О стиле.

Другие
- Библиография: 32 тома сочинений Аристотеля (не полное собрание), изданных в серии «Collection Budé».

### Исследования
Обобщающие труды
- Александров Г. Ф. Аристотель (философские и социально-политические взгляды). — М., 1940.
- Глухов А. А., Михайлов П. Б., Шичалин Ю. А. Аристотель // Православная энциклопедия. — М., 2001. — Т. III : Анфимий — Афанасий. — С. 242-257. — 40 000 экз. — ISBN 5-89572-008-0.
- Зубов В. П. Аристотель: Человек. Наука. Судьба наследия. («Научно-биографическая серия»). — М.: Издательство АН. 1963. — 368 стр. — 25 000 экз.
  - переизд.: М.: Эдиториал УРСС, 2000; 2009.
- Аристотель : [арх. 8 октября 2022] / Лебедев А. В. // Анкилоз — Банка. — М. : Большая российская энциклопедия, 2005. — С. 216—219. — (Большая российская энциклопедия : [в 35 т.] / гл. ред. Ю. С. Осипов ; 2004—2017, т. 2). — ISBN 5-85270-330-3.
- Лосев А. Ф., Тахо-Годи А. А. Аристотель: Жизнь и смысл. — М.: Детская литература, 1982. — 286 с. — (Люди. Время. Идеи). — 75 000 экз.
  - переиздания: Лосев А. Ф., Тахо-Годи А. А. Платон. Аристотель. — М.: Молодая гвардия, 2005. — 392 с. — (Жизнь замечательных людей). — 5000 экз. — ISBN 5-235-02830-9.
- Мельников С. А. Введение в философию Аристотеля: 8 лекций для проекта Магистерия. – М.: Rosebud publishing, 2018. – 246 с. – ISBN 978-5-905712-20-3. – 1000 экз.
- Орлов Е. В. Философский язык Аристотеля: Монография / отв. ред. В. П. Горан; Рос. акад. наук, Сиб. отделение, Институт философии и права. — Новосибирск: Издательство СО РАН, 2011. — 317 с. ISBN 978-5-7692-1174-4.
- Фохт Б. А. Lexicon Aristotelicum (Пособие для изучения Аристотеля как в подлиннике, так и в русском переводе). Краткий лексикон важнейших философских терминов, встречающихся в произведениях Аристотеля. Публ. и предисл. М. А. Солоповой // Историко-философский ежегодник-97. — М.: Наука, 1999. С. 39-74.
- Чанышев А. Н. Аристотель. — М.: Мысль, 1981. — 200 с. — (Мыслители прошлого). — 80 000 экз.
  - 2-е изд., доп. — М.: Мысль, 1987. — 224 стр. — 70 000 экз.
- Аристотель // Энциклопедический словарь Брокгауза и Ефрона : в 86 т. (82 т. и 4 доп.). — СПб., 1890—1907.
- Аристотелева философия // Энциклопедический словарь Брокгауза и Ефрона : в 86 т. (82 т. и 4 доп.). — СПб., 1890—1907.
- Аристотелево колесо // Энциклопедический словарь Брокгауза и Ефрона : в 86 т. (82 т. и 4 доп.). — СПб., 1890—1907.
- Аристотель // Большая советская энциклопедия : [в 30 т.] / гл. ред.  А. М. Прохоров. — 3-е изд. — М. : Советская энциклопедия, 1969—1978.
- Храмов Ю. А. Аристотель // Физики : Биографический справочник / Под ред. А. И. Ахиезера. — Изд. 2-е, испр. и доп. — М. : Наука, 1983. — С. 18. — 400 с. — 200 000 экз.
- Humphreys, Justin. Aristotle (384–322 BCE). — 2009.
- Russell, Bertrand. A History of Western Philosophy. — Simon and Schuster, 1972. — ISBN 978-0-671-31400-2.
- Barnes, Jonathan. Life and Work // The Cambridge Companion to Aristotle. — Cambridge University Press, 1995. — ISBN 978-0-521-42294-9.

Метафизика:
- Корсунский И. Н. Учение Аристотеля и его школы (перипатетической) о Боге. Харьков, 1891. 193 стр.
- Лосев А. Ф. Критика платонизма у Аристотеля. (Перевод и комментарий XIII и XIV книги «Метафизика» Аристотеля). М.: Издание автора, 1929. 204 стр.
  - переизд. в кн.: М., 1993.
- Авраамова М. А. Учение Аристотеля о сущности. М.: Издательство МГУ, 1970. 68 стр. 7000 экз.
- Джохадзе Д. В. Диалектика Аристотеля. — М.: Наука, 1971. — 264 с. — 8000 экз.
- Визгин В. П. Генезис и структура квалитативизма Аристотеля. М.: Наука, 1982. 429 стр. 5000 экз.
- Адельшин Г. М. Дискуссия по проблеме «формы форм» Аристотеля: от Гегеля до наших дней // Историко-философский ежегодник 1990. М.: Наука,
- Орлов Е. В. Кафолическое в теоретической философии Аристотеля. Новосибирск, Наука, 1996. 219 стр. ISBN 5-02-031070-0
- Севальников А. Ю. Онтология Аристотеля и квантовая реальность. // Полигнозис. М., 1998. № 4. С.27-43.

Физика
- Варламова М. Н. Есть ли сила без материи? О бесконечной силе в «Физике» Аристотеля. // «ΕΙΝΑΙ: Проблемы философии и теологии». Том 1, 2012.
- Гайденко П. П. Понятие времени в античной философии (Аристотель, Плотин, Августин) // Время, истина, субстанция: от античной рациональности к средневековой. — М., 1991.— С. 1-18.
- Черняков А. Г. Онтология времени: Бытие и время в философии Аристотеля, Гуссерля и Хайдеггера. СПб.: Высш. религиоз.-филос. шк. (ВРФШ), 2001. 458 стр. ISBN 5-900291-21-9
- Кенисарин А. М., Нысанбаев А. Н. Становление историко-философских идей в учениях Аристотеля и аль-Фараби // Вопросы философии.- М., 2005.- № 7.- С. 136—145.
- Колчинский И.Г., Корсунь А.А., Родригес М.Г. Астрономы: Биографический справочник. — 2-е изд., перераб. и доп. — Киев: Наукова думка, 1986. — 512 с.
- Лупандин И. В. Аристотелевская космология и Фома Аквинский // Вопросы истории естествознания и техники. 1989. № 2. С.64-73.

Логика
- Бобров Е. А. Логика Аристотеля (Исторический и критический этюд). Варшава, 1906.
- Лукасевич Я. Аристотелевская силлогистика с точки зрения современной формальной логики. М., 1959. — 311 стр.
- Ахманов А. С. Логическое учение Аристотеля. М., 1953. 
  - М.: Соцэкгиз, 1960. 314 стр. 6000 экз.
  - М.: УРСС, 2002.
- Орлов Р. М. Развитие логических воззрений Аристотеля // Философские науки. 1964. № 3.
- Гладыревская В. А. Некоторые вопросы реконструкции аристотелевской силлогистики Я. Лукасевичем. М., 1977.
- Луканин Р. К. Диалектика аристотелевской «Топики» // Философские науки. 1971. № 6.
- Луканин Р. К. «Органон» Аристотеля. М.: Наука, 1984. 303 стр. 8600 экз.
- Бочаров В. А. Аристотель и традиционная логика: Анализ силлогистических теорий. — М.: Издательство МГУ, 1984. — 133 с. — 6200 экз.
- Орлов Е. В. Аристотелевский эссенциализм и проблема «формулировки проблем». // Вестник Новосибирского государственного университета. Сер.: Философия и право. − 2004. — Т. 2, вып. 1. — С. 161—169.
- Орлов Е. В. Аристотель об основаниях классификации // Философия науки. − 2006. — № 2. — С. 3-31.
- Орлов Е. В. Аналитика Аристотеля // ΣΧΟΛΗ. Философское антиковедение и классическая традиция. — 2008. — Т. II. Вып. 1. — С. 21-49.
- Орлов Е. В. Аристотель о началах человеческого разумения / отв. ред. В. П. Горан; Рос. Акад. наук, Сиб. отделение, Институт философии и права. — Новосибирск: Издательство СО РАН, 2013. — 303 с. ISBN 978-5-7692-1336-6.

Политика
- Покровский М. М. Этюды по Афинской политии Аристотеля. М., 1893. 122 стр.
- Бузескул В. П. Афинская полития Аристотеля, как источник для истории государственного строя Афин до конца 5 в. (Дисс.). Харьков, 1895. 484 стр.
- Кечекьян С. Ф. Учение Аристотеля о государстве и праве. М.-Л., Издательство АН, 1947. 222 стр.
- Доватур А. И. Политика и Политии Аристотеля. М.-Л.: Наука, 1965. 390 стр. 4000 экз.
- Канарш Г. Ю. Этические основания политики в современном аристотелианстве // Знание. Понимание. Умение. — 2005. — № 2. — С. 145—152. Архивировано 23 апреля 2013 года.

Этика
- Бронзов А. А. Аристотель и Фома Аквинат в отношении к их учению о нравственности. СПб., 1884. 591 стр.
- Jiyuan Yu The Ethics of Confucius and Aristotle: Mirrors of Virtue, Routledge, 2007, 276pp., ISBN 978-0-415-95647-5.

Психология:
- Брентано Ф. Психология Аристотеля в свете его учения о νους ποιητικός. / перевод и комментарии И. В. Макаровой // Историко-философский ежегодник’2002. Научное издание. — М.: «Наука», 2003. — с. 308—340.
- Мееровский Б. В., Бирюков Б. В. Ф. Брентано — историк философии Аристотеля. // Историко-философский ежегодник 1991. М., 1991. С. 146—152.
- Макарова И. В. Франц Брентано и его «Психология Аристотеля» // Историко-философский ежегодник’2002. Научное издание. — Москва, «Наука», 2003, с. 304—308.
- Макарова И. В. Франц Брентано о роли деятельного ума в психологии Аристотеля. // «Вопросы философии». № 10, 2002. М., 2002.
- Казанский А. П. Учение Аристотеля о значении опыта при познании. Одесса, 1891. 10+420 стр.
- Лоуренс Хоуэллс. Эмоции, которые нами управляют.Как не попасть в ловушки гнева, вины, печали. Когнитивно-поведенческий подход. = Lawrence Howells. Understanding Your  Emotions: CBT for Everyday Emotions and Common Mental Health Problems.. — М.: Альпина Паблишер, 2023. — 342 с. — ISBN 978-5-9614-7746-7.}}

Педагогика
- Педагогические воззрения Платона и Аристотеля. / Пер. С. В. Меликовой и С. А. Жебелёва. Вст. статья Ф. Ф. Зелинского. Пг.: Тип. акц. об-ва «Слово», 1916.

Поэтика и эстетика
- Захаров В. И. Поэтика Аристотеля. (Лит.-критич. очерк). Варшава, 1885. 157 стр.
- Лосев А. Ф. История античной эстетики. [Т. 4.] Аристотель и поздняя классика. М.: Искусство, 1975. 776 стр.
- Воронина Л. А. Основные эстетические категории Аристотеля. (Материал по спецкурсу). М.: Высшая школа, 1975. 126 стр. 15000 экз.
- Ханин Д. М. Искусство как деятельность в эстетике Аристотеля. М.: Наука, 1986. 173 стр. 9800 экз.
- Позднев М. М. Психология искусства. Учение Аристотеля. М.-СПб.: Русский фонд содействия образованию и науке. 2010.- 816 с.

Естественные науки
- Варламова М. Н. О проблеме единства и множества в аристотелевском учении о душе// «ΕΙΝΑΙ: Проблемы философии и теологии» № 2 (002), СПб, 2012.
- Карпов В. П. Натурфилософия Аристотеля и её значение в настоящее время. М., 1911. 172 стр.
- Абдуллаев М. С. Аристотель и аристотелизм в истории анатомии. Баку, Азернешр, 1988. 292 стр. 2000 экз.
- Старостин Б. А. Аристотелевская «История животных» как памятник естественно-научной и гуманитарной мысли. // Аристотель. История животных. / Пер. В. П. Карпова; под ред. и с прим. Б. А. Старостина. -М.: Изд. центр РГГУ, 1996.
- Уортингтон Й. Филипп II Македонский. — СПб.: Евразия, 2014. — 400 с. — ISBN 978-5-91852-053-6.
- Шифман И. Ш. Александр Македонский. — Л.: Наука, 1988. — 208 с. — ISBN 5-02-027233-7.